# 白石涼子
白石 涼子（しらいし りょうこ、1982年9月7日 - ）は、日本の女性声優、歌手。奈良県北葛城郡香芝町（現：香芝市）出身。青二プロダクション所属。

## 来歴

### 生い立ち
子供の頃、テレビで子役、アイドルを見て憧れていた部分があったと語る。
引っ込み思案なところがあり、「目立ちたい」という気持ちもあった反面、「自分には表舞台に出るような仕事はできないだろう」と思っていたという。その頃からアニメが好きであり、日常的にアニメを見ていたが、その時は職業としての声優を意識していたことはなかった。
小学5年生の時に職業としての声優があることを知り、ある番組で声優のランキングとアニメ番組のランキングを見ていた時に「あ、声優という職業があるんだ！」と意識したという。声優のランキング入りをしていた人物達は、見ていた番組に出演していた人物達だったため、「へーっ」と思い、「私もなりたい」と思ったという。子供心に「声優だったら声しかテレビから流れないから恥ずかしくない！」、「自分でもできるのでは？」と思ったという。
当時のお気に入りのアニメは『ママレード・ボーイ』、『幽☆遊☆白書』、『新世紀エヴァンゲリオン』であり、この3作品が声優になりたいと思わせるきっかけになった。
新聞に「声優デビュー」のような広告があると「オーディションを受けたいな」と思っており、偶々縁があったのが青二塾だったため、高校3年生の時に同塾大阪校に18期生として入所。

### キャリア
2002年に『GetBackers-奪還屋-』の天野銀次（少年期）役で声優デビュー。『まほらば Heartful Days』の白鳥隆士役で初めて主役を演じ、その後はアニメ・ゲーム・ドラマCDと活動。また、『魔法先生ネギま!』の長瀬楓役や『ハヤテのごとく!』の綾崎ハヤテ役で人気を高めていき、近年では主要な役柄を演じることが多くなった。
2012年9月6日、会社員の一般男性と入籍したことを発表。2013年7月3日、婚姻期間10ヶ月足らずのスピード離婚したことを発表。
AKATSUKI projectに所属。青二プロダクションに所属した当時は引っ込み思案で、なかなか自分をアピールできないでいた。

## 人物

### 特色
ハスキーボイスの持ち主。ハイティーンの少年役から、幼女・成人女性までのあらゆる役を器用に使い分ける。
子供の頃から「声がかわいくない」、「声が高くない」とか思っており、「アニメの声ってかわいい」というイメージがあったため、「私はできない！」と思い、「少年役を演じる」ということを目標に声優を目指していたため、アニメ『まほらば Heartful Days』の主人公・白鳥隆士役を演じた際は「感慨深い」と評した。一方、「自分の中の"女の子"を追求してみたい」とも語っており、2010年以降は少女・女性役を演じる機会が増えつつある。
方言は関西弁。代表作の1つである『絶対可憐チルドレン』の野上葵役をきっかけに、以後は関西弁を話すキャラクターを演じることが増えている。
海外ドラマや洋画の吹き替えでも活躍している。マイリー・サイラスは専属で担当しており、ディズニー・チャンネルのインタビューにおけるサイラスの吹き替えも担当している。また、情報番組やバラエティ番組のナレーションを務めることもある。

### 出演作にまつわる事柄
『ハヤテのごとく!』の主人公・綾崎ハヤテ役には、原作者である畑健二郎の希望によりオーディション無しで起用された。

### 嗜好・その他
青二プロダクションの先輩である神田朱未、野中藍に「うりょっち」の愛称を名づけられた。
浅野真澄からは「シール小娘」と呼ばれている。浅野のためのシール集めも自発的 である。
『新世紀エヴァンゲリオン』が好きで、家には多くのグッズがある。声優を目指していて、思い入れのあるキャラクターは『新世紀エヴァンゲリオン』の主人公、碇シンジであり、見て憧れていたという。

## 出演
太字はメインキャラクター。

### テレビアニメ
2002年
- GetBackers-奪還屋-（天野銀次〈少年期〉）

2003年
- エアマスター（ウェイトレス）
- D.C. 〜ダ・カーポ〜（みっくん）
- 爆転シュート ベイブレードGレボリューション（少年A）
- FIRESTORM
- ポケットモンスター アドバンスジェネレーション（2003年 - 2006年、ケムッソ→カラサリス→アゲハント、レアコイル、マグマ団員）
- ポポロクロイス（ガウデ〈子供〉）
- 無限戦記ポトリス（ユウマ）
- ONE PIECE（2003年 - 2024年、アキビ、サウスバード、バオファン、エジソン）

2004年
- 蒼穹のファフナー（2004年 - 2015年、蔵前果林、西尾里奈、ショコラ、クー）
- 天上天下（鴻ノ池千秋）
- とっとこハム太郎 はむはむぱらだいちゅ!（ヤスシくん）
- 遙かなる時空の中で-八葉抄-（女房）
- 魔法少女隊アルス（イガ）
- 魔法少女リリカルなのは（高町美由希）

2005年
- いちご100%（女の子）
- ジミー・ニュートロン 僕は天才発明家!（ジミー・ニュートロン）
- 灼眼のシャナ（2005年 - 2007年、"愛染自" ソラト） - 2シリーズ
- Xenosaga THE ANIMATION（メリィ・ゴドウィン、アルベド〈幼年期〉）
- D.C.S.S. 〜ダ・カーポ セカンドシーズン〜（みっくん）
- ノエイン もうひとりの君へ（トビ）
- NODDY（ノディ）
- プレイボール（少年A）
- ほとり〜たださいわいを希う。〜（スズ）
- ボボボーボ・ボーボボ（レム）
- 魔法少女リリカルなのはA's（高町美由希）
- 魔法先生ネギま!（2005年 - 2007年、長瀬楓） - 2シリーズ
- VIEWTIFUL JOE（トニー、ビル、子供）
- まほらば Heartful Days（白鳥隆士）
- 焼きたて!!ジャぱん（河内の妹）

2006年
- おとぎ銃士 赤ずきん（2006年 - 2007年、ハンス）
- ガラスの艦隊（ノヴィ）
- 結界師（墨村良守〈幼少期〉、品川葵）
- しにがみのバラッド。（風間冬樹）
- しばわんこの和のこころ（おそば屋さんの男の子、ブチにゃんこ）
- ひまわりっ!（2006年 - 2007年、あざみ） - 2シリーズ
- 貧乏姉妹物語（阿野かなえ）
- ふしぎ星の☆ふたご姫 Gyu!（2006年 - 2007年、アスリ）

2007年
- ゲゲゲの鬼太郎（第5作）（2007年 - 2008年、二宮恵太、ミサ、ケースケ）
- スカイガールズ（速水たくみ）
- ながされて藍蘭島（りん、しずく、いぬいぬ、ハツ 他）
- ハローキティ りんごの森とパラレルタウン（カール）
- ハヤテのごとく!（2007年 - 2013年、綾崎ハヤテ、ブリトニー〈ハヤテ代筆版〉） - 4シリーズ
- ムシウタ（風間京子）
- ヤマトナデシコ七変化♥（よしお）

2008年
- ARIA The ORIGINATION（あゆみ・K・ジャスミン）
- カイバ
- 機動戦士ガンダム00 セカンドシーズン（アニュー・リターナー）
- ケメコデラックス!（黒崎リョーコ）
- 絶対可憐チルドレン（2008年 - 2009年、野上葵、綾崎ハヤテ）
- 鉄腕バーディー DECODE（2008年 - 2009年、千明和義、オンディーヌ、タセラ） - 2シリーズ
- ネットゴーストPIPOPA（2008年 - 2009年、ピット）
- はたらキッズ マイハム組（大鳥樹里亜）
- ポケットモンスター ダイヤモンド&パール（アゲハント、少年）
- 無限の住人（辰）

2009年
- 怪談レストラン（2009年 - 2010年、大空アコ）
- 極上!!めちゃモテ委員長（2009年 - 2010年、城ヶ崎ルイ） - 2シリーズ
- 咲-Saki-（2009年 - 2014年、染谷まこ） - 3シリーズ
- 夏のあらし!（嵐山小夜子） - 2シリーズ
- にゃんこい!（住吉加奈子、子猫）
- 初恋限定。（渡瀬めぐる）
- ファイト一発!充電ちゃん!!（秋田みそら）

2010年
- あにゃまる探偵 キルミンずぅ（コブルポット三兄弟）
- えむえむっ!（綾瀬川霧乃）
- COBRA THE ANIMATION（ボニー）
- それでも町は廻っている（針原春江）
- デジモンクロスウォーズ（2010年 - 2012年、陽ノ本アカリ、チビカメモン、メルヴァモン、オポッサモン / チョ・ハッカイモン、コゼニモン 他） - 3シリーズ
- ハートキャッチプリキュア!（水島アヤ）
- ひだまりスケッチ×☆☆☆（リリさん）
- BLEACH（灰田響子）
- WORKING!!（2010年 - 2015年、小鳥遊一枝） - 3シリーズ

2011年
- アスタロッテのおもちゃ!（ソルヘルガ・スヴァルトヘイズ）
- お兄ちゃんのことなんかぜんぜん好きじゃないんだからねっ!!（楠原尋乃）
- 境界線上のホライゾン（2011年 - 2012年、オリオトライ・真喜子、少年期のトーリ） - 2シリーズ
- 銀魂'（ビチクソ丸、徳川盛々、魔教皇ビチグソ丸、鬼塚一愛〈ヒメコ〉）
- Suzy's Zoo だいすき! ウィッツィー（ブーフ）
- SKET DANCE（2011年 - 2012年、鬼塚一愛〈ヒメコ〉）
- バクマン。 第2シリーズ（鬼塚一愛〈ヒメコ〉）
- べるぜバブ（ナーガ）
- ゆるゆり（2011年 - 2015年、西垣奈々） - 3シリーズ
- 47都道府犬（奈良犬）
- よんでますよ、アザゼルさん。（2011年 - 2013年、堂珍光太郎） - 2シリーズ

2012年
- AKB0048（2012年 - 2013年、5代目 高橋みなみ） - 2シリーズ
- スマイルプリキュア!（日野げんき）
- ソードアート・オンライン（ユリエール）
- ダンボール戦機W（古城アスカ）
- 〈物語〉シリーズ（2012年 - 2016年、影縫余弦） - 4シリーズ
- バトルスピリッツ 覇王（泉・ローラースルー・じゅん子）
- 貧乏神が!（黒百合）
- 武装神姫（ゼルルっち / 火器型 ゼルノグラード、世瑠乃）
- 僕の妹は「大阪おかん」（石原京介）

2013年
- イクシオン サーガ DT（ヨドガワ・アラン）
- ガンダムビルドファイターズ（ミサキ）
- 京騒戯画（吽、幼い鞍馬、こ）
- 最強銀河 究極ゼロ 〜バトルスピリッツ〜（2013年 - 2014年、イアン、ガルボ）
- THE UNLIMITED 兵部京介（野上葵）
- 聖闘士星矢Ω（エルナ）
- 閃乱カグラ（2013年 - 2018年、日影） - 2シリーズ
- デュエル・マスターズ ビクトリーV3（マナブ）
- NARUTO -ナルト- 疾風伝（フウ、又旅）
- 遊☆戯☆王ZEXAL II（ポン太）

2014年
- アオハライド（チエ、幼い洸）
- 甘城ブリリアントパーク（マカロン）
- ガールフレンド（仮）（霧生典子）
- 繰繰れ! コックリさん（女コックリさん）
- ディーふらぐ!（桜ヶ丘）
- ブレイク ブレイド（ニケ）
- ブレイドアンドソウル（ロン）
- 名探偵コナン（2014年 - 2023年、香田薫、松居樹璃、山喜理沙、結城景子）
- 目玉焼きの黄身 いつつぶす?（みふゆ）
- 弱虫ペダル（2014年 - 2017年、鳴子章吉〈幼少時代〉） - 2シリーズ

2015年
- アイカツ!（如月ルーシー）
- アイドルマスター シンデレラガールズ（講師）
- アクエリオンロゴス（粗朶桜子）
- おくさまが生徒会長!（2015年 - 2016年、三隅慧） - 2シリーズ
- ケイオスドラゴン 赤竜戦役（雪蓮）
- それが声優!（白石涼子）
- 対魔導学園35試験小隊（杉波斑鳩）
- ちびまる子ちゃん（小池）
- デス・パレード（クイーン）
- トリアージX（柩小夜）
- 七つの大罪（2015年 - 2016年、女神族、女神） - 2シリーズ
- みんな集まれ!ファルコム学園SC（エリオット・クレイグ）
- ルパン三世 PART IV（ベラドンナ）
- 蒼穹のファフナー EXODUS（2015年、西尾里奈）

2016年
- カードファイト!! ヴァンガードG シリーズ（2016年 - 2018年、カズマ兄 / 鬼丸カズミ〈幼少期〉） - 2シリーズ
- こねこのチー（2016年 - 2018年、山田ヨウヘイ、母親、テリー） - 2シリーズ
- 3月のライオン（2016年 - 2017年、銀将ニャー、王さまニャー） - 2シリーズ
- 島耕作のアジア新世紀伝（シン）
- SUPER LOVERS（2016年 - 2017年、近藤紀里） - 2シリーズ
- それいけ!アンパンマン（2016年 - 2019年、とんかつぼうや、ニャンコック）
- チア男子!!（鈴木きらり）
- Fate/kaleid liner プリズマ☆イリヤ ドライ!!（アンジェリカ）
- 名探偵コナン エピソード“ONE” 小さくなった名探偵（メイド）
- ReLIFE（犬飼すみれ）

2017年
- タイガーマスクW（キャスリン）
- BORUTO-ボルト- NARUTO NEXT GENERATIONS（2017年 - 2023年、秋道チョウチョウ、アックン、猿羅、海苔巻エホウ、強盗団 他）
- 正解するカド（由利縞子）
- ベイブレードバースト シリーズ（2017年 - 2022年、フリー・デラホーヤ） - 4シリーズ
- ドラゴンボール超（カクンサ、シャンツァ）
- 将国のアルタイル（ニキ）
- レゴ フレンズ（スーザン）
- UQ HOLDER! 〜魔法先生ネギま!2〜（長瀬楓）

2018年
- ピアノの森（2018年 - 2019年、一ノ瀬海〈小学生〉） - 2シリーズ
- 遊☆戯☆王VRAINS（2018年 - 2019年、ハル）
- イナズマイレブン アレスの天秤（幼いヒロト）
- キラッとプリ☆チャン（イカ姉ぇ）
- ポチっと発明 ピカちんキット（2018年 - 2020年、遠松エイジ〈代役〉、キャプテン★プロポン、アナウンス、ツッマ）
- ゲゲゲの鬼太郎（第6作）（2018年 - 2020年、ヴィクター・フランケンシュタイン、高木努）

2019年
- ゾイドワイルド（少年ドレイク）
- ガーリー・エアフォース（ライノ）
- けものフレンズ2（リョコウバト）
- KING OF PRISM -Shiny Seven Stars-（ユキノジョウ〈幼少期〉）
- 鬼滅の刃（蜘蛛の鬼〈姉〉）
- トロールズ:シング・ダンス・ハグ！（バハ）

2020年
- 歌舞伎町シャーロック（フータロウ）
- 新サクラ大戦 the Animation（大葉こまち）
- デジモンアドベンチャー:（2020年 - 2021年、武之内空、オポッサモン）
- ラブライブ!虹ヶ咲学園スクールアイドル同好会（2020年 - 2022年、せつ菜の母 / 菜々の母） - 2シリーズ
- 安達としまむら（中華料理店店長）

2021年
- ワールドトリガー（ヨミ）
- 半妖の夜叉姫（凱風）
- アイカツプラネット!（ラブサジタリウス）
- ポケットモンスター（2021年 - 2022年、アサヒ）
- 不滅のあなたへ（2021年 - 2023年、グーグー / グーグー〈少年〉） - 2シリーズ
- さよなら私のクラマー（恩田順平）
- マブラヴ オルタネイティヴ（坂崎都）

2022年
- 幻想三國誌 -天元霊心記-（何安）
- かぎなど（柊勝平）
- デジモンゴーストゲーム（オポッサモン）
- 僕のヒーローアカデミア（2022年 - 2024年、轟燈矢〈幼少期〉） - 2シリーズ

2023年
- The Legend of Heroes 閃の軌跡 Northern War（エリオット・クレイグ）
- NieR:Automata Ver1.1a（2023年 - 2024年、デボル、ポポル） - 2シリーズ
- はめつのおうこく（クロエ）
- 進撃の巨人（ハリル、少女） - 2シリーズ

2024年
- 休日のわるものさん（ひびき）
- ゆびさきと恋々（綿中あき）
- バーテンダー 神のグラス（金城ユリ）
- 笑うレッドリスト（母ラッコ）
- シンカリオン チェンジ ザ ワールド（イド）
- 来世は他人がいい（オバちゃん）

2025年
- ドラえもん（テレビ朝日版第2期）（金満兼子）
- 戦隊レッド 異世界で冒険者になる（シャウハ）
- 黒岩メダカに私の可愛いが通じない（川井恵美子）
- ウマ娘 シンデレラグレイ（小宮山勝美）
- 地獄先生ぬ〜べ〜 (2025)（立野広）
- 光が死んだ夏（辻中沙都子）
- ウィッチウォッチ（秋月空）

### 劇場アニメ
2003年
- 劇場版ポケットモンスター アドバンスジェネレーション 七夜の願い星 ジラーチ（ポケモンたち）
- おどるポケモンひみつ基地（ゴニョニョ）

2004年
- 劇場版ポケットモンスター アドバンスジェネレーション 裂空の訪問者 デオキシス（アゲハント）
- スチームボーイ

2007年
- シナモン the Movie（エスプレッソ）

2009年
- 仏陀再誕－The REBIRTH of BUDDHA（天河瞬太）

2010年
- 劇場版 怪談レストラン（大空アコ）※アニメーションパートに出演
- 劇場版 機動戦士ガンダム00 -A wakening of the Trailblazer-（報道官）
- 劇場版クレヨンしんちゃん 超時空!嵐を呼ぶオラの花嫁（涼子）
- 蒼穹のファフナー HEAVEN AND EARTH（西尾里奈）
- ブレイク ブレイド（ニケ）

2011年
- トワノクオン（ユリ）
- 劇場版 ハヤテのごとく! HEAVEN IS A PLACE ON EARTH（綾崎ハヤテ）
- 劇場版 魔法先生ネギま! ANIME FINAL（長瀬楓）

2012年
- 劇場版イナズマイレブンGO vs ダンボール戦機W（古城アスカ）

2014年
- スポチャン対決! 〜妖怪大決戦〜（武彦）

2016年
- 映画ドラえもん 新・のび太の日本誕生（ククル）

2017年
- 劇場版 Fate/kaleid liner プリズマ☆イリヤ 雪下の誓い / Licht 名前の無い少女（2017年 - 2021年、アンジェリカ） - 2作品

2018年
- 曇天に笑う〈外伝〉 〜宿命、双頭の風魔〜（亞華羽）

2019年
- 斗え！スペースアテンダントアオイ（ライカ）
- しまじろうとうるるのヒーローランド（ミーミー）

2020年
- どうにかなる日々（しんちゃん母）

2021年
- ARIA The CREPUSCOLO（あゆみ・ K ・ジャスミン）
- 映画 さよなら私のクラマー ファーストタッチ（恩田順平）

2024年
- デッドデッドデーモンズデデデデデストラクション（田井沼マコト） - 前後章
- 僕のヒーローアカデミア THE MOVIE ユアネクスト（幼少期・轟燈矢）
- 映画 ギヴン 海へ（吉田冴子）

### OVA
2004年
- ピカチュウのなつまつり（アゲハント）

2006年
- スカイガールズ（速水たくみ）
- ピンキーストリート（ラン）
- ネギま!? 春スペシャル!? / 夏スペシャル!?（長瀬楓）

2008年
- D.C.if 〜ダ・カーポ イフ〜（みっくん）
- ないしょのつぼみ（根本大樹）
- HELLSING（2008年 - 2012年、シュレディンガー准尉） - 6作品
- 魔法先生ネギま! OADシリーズ（2008年 - 2010年、長瀬楓） - 2シリーズ

2009年
- 懺・さよなら絶望先生 番外地（木津多祢）
- DOGS/BULLETS&CARNAGE（ミミ）
- ハヤテのごとく!! アツがナツいぜ 水着編!（綾崎ハヤテ）

2010年
- 絶対可憐チルドレン 〜愛多憎生! 奪われた未来?〜（野上葵）

2011年
- エア・ギア 黒の羽と眠りの森 -Break on the sky-（鰐島亜紀人・咢）
- お兄ちゃんのことなんかぜんぜん好きじゃないんだからねっ!!（母）
- マジンカイザーSKL（ハリケーン） - 2010年劇場先行公開

2013年
- SKET DANCE（鬼塚一愛〈ヒメコ〉）※コミックス第29巻DVD同梱版
- 劇場版FAIRY TAIL 序章「はじまりの朝」（少年）

2014年
- よんでますよ、アザゼルさん。「イソギンチャク編」（堂珍光太郎）
- ハヤテのごとく!（綾崎ハヤテ）※単行本41巻・42巻・43巻限定版OVA
- ゆるゆり なちゅやちゅみ!（西垣奈々）

2015年
- 咲日和（染谷まこ）
- 閃乱カグラ ESTIVAL VERSUS -水着だらけの前夜祭-（日影）
- トリアージX（柩小夜）※単行本12巻Blu-ray付き限定版

2016年
- BORUTO -NARUTO THE MOVIE- 特典映像 「ナルトが火影になった日」（秋道チョウチョウ）
- 馬物語（和馬）

2019年
- 蒼穹のファフナー THE BEYOND（2019年 - 2021年、西尾里奈）
- Fate/kaleid liner Prisma☆Illya プリズマ☆ファンタズム（アンジェリカ・エインズワース）

2023年
- 蒼穹のファフナー BEHIND THE LINE（西尾里奈）

### Webアニメ
2011年
- 京騒戯画（吽）

2014年
- FASTENING DAYS（2014年 - 2019年、ケイ） - 4シリーズ

2016年
- 暦物語（影縫余弦）
- 総務部総務課山口六平太（川畑沙織）

2017年
- ガンダムビルドファイターズ GMの逆襲（ミサキ）

2018年
- あるゾンビ少女の災難（小鳥遊眞子）
- 花咲ク絆ノ浪漫譚（白金大将）
- ようこそジャパリパーク（2018年 - 2019年、ギンギツネ、シロサイ）

2019年
- 7SEEDS（安居〈少年期〉）
- みにゆり（西垣奈々）
- 無限の住人-IMMORTAL-（恋）

2020年
- ベイブレードバースト スパーキング（2020年 - 2022年、フリー・デラホーヤ）

2021年
- 三穂津姫さま（三穂津姫）
- おしえて北斎! -THE ANIMATION-（上村松園）
- パワフルプロ野球 パワフル高校編（パワプロ）
- ベイブレードバースト ダイナマイトバトル（フリー・デラホーヤ）

2022年
- TIGER & BUNNY 2（ジュリエッタ）

2023年
- 悪魔くん（風間さなえ） - Netflix
- グッド・ナイト・ワールド（菊坂星史郎） - Netflix
- 鬼武者（吉岡お冴） - Netflix
- シナモンアニメだもん（2023年 - 、エスプレッソ）

2024年
- HELLO OSAKA（ハルヒ）
- 〈物語〉シリーズ オフ&モンスターシーズン（影縫余弦）
- 湖池屋SDGs劇場 サスとテナ シーズン5

### 吹き替え

#### 担当女優
IU
- キレイな男（2014年、キム・ボトン）
- 麗〈レイ〉〜花萌ゆる8人の皇子たち〜（2017年、ヘ・ス）

アビゲイル・ブレスリン
- ニューイヤーズ・イブ（2011年、ヘイリー）
- エンダーのゲーム（2013年、ヴァレンタイン・ウィッギン）
- スティルウォーター（2022年、アリソン・ベイカー）

アントニア・トーマス
- グッド・ドクター 名医の条件（2018年 - 2025年、クレア・ブラウン）
- スティル・アップ〜眠れないふたり〜 （2023年、リサ）

エリオット・ペイジ
- インセプション（2012年、アリアドネ）※テレビ朝日版
- フラットライナーズ（2018年、コートニー・ホームズ）

エリザベス・シュー
- バック・トゥ・ザ・フューチャー PART2（2018年、ジェニファー・パーカー）
- バック・トゥ・ザ・フューチャー PART3（2018年、ジェニファー・パーカー）

カレン・ギラン
- ジュマンジ/ウェルカム・トゥ・ジャングル（2018年、ルビー・ラウンドハウス）
  - ジュマンジ/ネクスト・レベル（2019年）

- ザ・バブル（2022年、キャロル・コッブ	）
- デュアル（2023年、サラ/もう1人のサラ）

ク・ヘソン
- 花より男子〜Boys Over Flowers（2009年、牧野つくし）
- お願い、キャプテン（2012年、ハン・ダジン）
- 絶対彼氏〜My Perfect Darling〜（2012年、井沢イリコ）
- エンジェルアイズ（2015年、ユン・スワン）

クロエ・グレース・モレッツ
- ダーク・シャドウ（2012年、キャロリン・ストッダード）
- イフ・アイ・ステイ 愛が還る場所（2015年、ミア・ホール）
- ニモーナ（2023年、ニモーナ）

ジェナ・コールマン
- サンドマン（2022年 - 、ジョアナ・コンスタンティン）
- ウィルダネス 荒野の裏切り（2023年、リヴ・タイラー）

ジュリアン・ハフ
- フットルース 夢に向かって（2012年、アリエル・ムーア）
- セイフ ヘイヴン（2014年、ケイティ・フェルドマン）

セオドラ・ミラン
- ブラックリスト リデンプション（2017年、キャット・カールソン）
- THE BLACKLIST/ブラックリスト
  - 第133話『ロバート･ディアス』（2019年、キャット・カールソン）

ゾーイ・クラヴィッツ
- ロキシー 美しき復讐者（2018年、ロキシー）
- KIMI/サイバー・トラップ（2022年、アンジェラ・チャイルズ）

ダコタ・ジョンソン
- フィフティ・シェイズ・オブ・グレイ（2015年、アナ・スティール）
- フィフティ・シェイズ・ダーカー（2017年、アナ・スティール）
- フィフティ・シェイズ・フリード（2019年、アナ・スティール）
- ロスト・ドーター（2022年、ニーナ）

ブランディ・ノーウッド
- シンデレラ（2021年、シンデレラ）
- ディセンダント4（2024年、シンデレラ）

フローレンス・ピュー
- 呪われた死霊館（2018年、アンジェラ）
- オッペンハイマー（2024年、ジーン・タトロック）

ベラ・ソーン
- ザ・ベビーシッター（2017年、アリソン）
- ザ・ベビーシッター キラークイーン（2020年、アリソン）

マイカ・モンロー
- ザ・ゲスト（2015年、アナ・ピーターソン）
- イット・フォローズ（2016年、ジェイ・ハイト）

マイリー・サイラス
- ラマだった王様 学校へ行こう!（2007年、ヤタ）
- シークレット・アイドル ハンナ・モンタナ（2007年 - 2011年、マイリー・スチュワート / ハンナ・モンタナ） 
  - スイート・ライフ オン・クルーズ（2009年）
  - ハンナ・モンタナ/ザ・ムービー（2010年）

- ボルト（2009年、ペニー）
- セックス・アンド・ザ・シティ2（2010年、本人役）
- ラスト・ソング（2010年、ロニー・ミラー）
- ナイト・ビフォア 俺たちのメリーハングオーバー（2016年、本人役）
- ウディ・アレンの6つの危ない物語（2017年、レニー・デイル）

マーガレット・クアリー
- LEFTOVERS/残された世界（2014年 - 2017年、ジル・ガーヴィ）
- ユピテルとイオ（2019年、サム・ウォルデン）

マーゴット・ロビー
- ウルフ・オブ・ウォールストリート（2014年、ナオミ・ラパグリア）
- アステロイド・シティ（2023年、女優 / 妻）

メイジー・リチャードソン＝セラーズ
- キスから始まるものがたり2（2020年、クロエ・ウィンスロップ）
- キスから始まるものがたり3（2021年、クロエ・ウィンスロップ）

レヴェン・ランビン
- グレイズ・アナトミー 恋の解剖学（2010年 - 2011年、スローン・ライリー）
- プライベート・プラクティス
  - 第42話『冷めた愛』（2011年、スローン・ライリー）

#### 映画
2003年
- アントワン フィッシャー ストーリー（7歳のアントワン・フィッシャー〈マルコム・デヴィッド・ケリー〉）
- エア・マーシャル（リッキー〈ルーク・リーヴィット〉）
- キャプテンコックエディー（オリバー〈ダニエル・コステロ〉）
- フレイルティー 妄執（少年アダム〈ジェレミー・サンプター〉）
- ヘブン・アンド・アース 天地英雄（地虎〈李偉〉）

2004年
- 悪い男
- サッカー・ドッグ ヨーロッパ選手権（ミッキー〈エリック・ドン〉）
- サンダーバード
- ダニーと秘密の魔法使い（ライアン・カンケル〈クレイグ・マリオット〉）
- 卒業の朝

2005年
- ファイティング・テンプテーションズ（ディーン〈ダーレル・ヴァンタープール〉）
- メン・イン・ブラック2（エリザベス〈クロエ・ソネンフェルド〉）
- 炎のメモリアル（ニッキー・モリソン〈スペンサー・バーグランド〉）
- ユーロトリップ（バート〈ナイアル・イスハコフ〉）
- ピアノを弾く大統領（ハン・ヨンヒ〈イム・スジョン 〉）
- カンタベリー城と秘密の扉（ポール〈マルティン・クルツ〉）

2006年
- ぼくのともだち ドゥーマ（ザン〈アレクサンダー・ミハルトス〉）
- ファイナルカット（少年アラン〈ケイシー・デュボア〉）
- ダウン・イン・ザ・バレー（ロニー〈ロリー・カルキン〉）

2007年
- STEP-UP ステップ・アップ（ノーラ・クラーク〈ジェナ・ディーワン〉）

2008年
- ハイスクール・ミュージカル2
- ミッション・イン・モスクワ（アンナ〈オクサナ・アキンシナ〉）
- 噂のアゲメンに恋をした!（チャーリーの子供時代〈コナー・プライス〉）
- 奇跡のシンフォニー（エヴァン・テイラー / オーガスト・ラッシュ〈フレディ・ハイモア〉）

2009年
- カンフー・ダンク（リリー〈シャーリーン・チョイ〉）
- ブラック・ボックス 〜記憶の罠〜（アルチュールの少年時代〈スティーブ・カンポス〉）
- 鉄ワン・アンダードッグ（モリー〈テイラー・モンセン〉）
- スラムドッグ$ミリオネア（ジャマールの子供時代〈アーユッシュ・マヘーシュ・ケーデカール〉）
- インディ・ジョーンズ/魔宮の伝説（ショート・ラウンド〈キー・ホイ・クァン〉）※WOWOW版

2010年
- 奇跡のロングショット（ジャスミン〈キキ・パーマー〉）

2011年
- アメリア 永遠の翼（エリノア・スミス〈ミア・ワシコウスカ〉）
- ピラニア3D（ダニー〈ケリー・ブルック〉）

2013年
- ポゼッション（エミリー〈ナターシャ・カリス〉）
- 華麗なるギャツビー（デイジー・ブキャナン〈キャリー・マリガン〉）
- インポッシブル（トマス〈サミュエル・ジョスリン〉）
- エンド・オブ・ホワイトハウス（コナー・アッシャー〈フィンリー・ジェイコブセン〉）

2014年
- ディアトロフ・インシデント（ホリー・キング〈ホリー・ゴス〉）
- サイド・エフェクト（エズラ・バンクス〈ミッチェル・ミハリシン〉）
- バック・トゥ・ザ・フューチャー（ジェニファー・パーカー〈クローディア・ウェルズ〉、見物人〈サチ・パーカー〉）※BSジャパン版

2015年
- ホーム・アローン5（フィン・バクスター〈クリスチャン・マーティン〉）
- インターンシップ（ネーハ・パテル〈ティヤ・シルカー〉）
- ヘイロー: ナイトフォール（メイサー〈クリスティーナ・チョン〉）

2016年
- Crouching Tiger Hidden Dragon: ソード・オブ・デスティニー（マンティス〈ベロニカ・グゥ〉）
- 007 慰めの報酬（カミーユ〈オルガ・キュリレンコ〉）※BSジャパン版
- 大統領の執事の涙（キャロル・ハミー〈ヤヤ・ダコスタ〉）※BSジャパン版
- アルビン4 それいけ! シマリス大作戦（ブリタニー〈クリスティナ・アップルゲイト〉）
- マダム・メドラー おせっかいは幸せの始まり（ジリアン〈セシリー・ストロング〉）

2017年
- ウィンターストーム 雪山の悪夢（ケイレブ・ベイカー〈パーシー・ハインズ・ホワイト〉）
- ヘッド・ショット（アイリン〈チェルシー・イスラン〉）
- ゾディアック 覚醒（ゾーイ・ブランソン〈レスリー・ビブ〉）
- 私とあなたのオープンな関係（ガブリエラ・シルヴァ〈ライア・コスタ〉）

2018年
- ウェディング・テーブル（エロイーズ〈アナ・ケンドリック〉）
- ファースト・キル（ダニー〈タイ・シェルトン〉）

2019年
- バッド・ジーニアス 危険な天才たち（リン〈チュティモン・ジョンジャルーンスックジン〉）
- ダーケスト・マインド（ルビー・デイリー〈アマンドラ・ステンバーグ〉）
- 密かな企み（ジェニファー・ウィリアムズ〈ブレンダ・ソング〉）

2020年
- フリーソロ（サンニ・マッカンドレス）
- ナンシー・ドリューと秘密の階段（ヘレン・コーニング〈ローラ・ウィギンス〉）
- クラウズ〜雲の彼方へ〜（サミー・ブラウン〈サブリナ・カーペンター〉）
- リメンバー・ミー（アリー・クレイグ〈エミリー・デ・レイヴィン〉）

2021年
- ハピエスト・ホリデー 私たちのカミングアウト（アビー〈クリステン・スチュワート〉）
- クイーン&スリム（アンジェラ・ジョンソン〈ジョディ・ターナー＝スミス〉）
- サムワン・インサイド（マカニ〈シドニー・パーク〉）
- G.I.ジョー:漆黒のスネークアイズ（スカーレット〈サマラ・ウィーヴィング〉）

2022年
- アンチャーテッド（ジョー・ブラドック〈タティ・ガブリエル〉）
- 夜叉 -容赦なき工作戦-（ムン・ジュヨン〈イ・スギョン〉）
- パラノーマルアクティビティ7（マーゴ〈エミリー・ベイダー〉）
- バッドマン 史上最低のスーパーヒーロー（ロール〈アリス・デュフール〉）
- ランボー ラスト・ブラッド（ジゼル〈フェネッサ・ピネダ〉）※BSテレ東版

2023年
- バーバリアン（テス〈ジョージナ・キャンベル〉）
- TAR/ター（オルガ・メトキーナ〈ゾフィー・カウアー〉）
- アステロイド・シティ （ダイナ〈グレース・エドワーズ〉）

2024年
- 死霊のはらわた ライジング（ベス〈リリー・サリヴァン〉）
- 旅の先に（シェーン〈ケイ・アバド〉）
- ブラインド -光の射す方へ-（ケイ・ロバートソン〈アメリア・イヴ、ブリエル・ロビラード〉）
- デイナの恐竜図鑑（アイシャ・アルバレス〈アイシャ・マンスール・ゴンサルヴェス〉）※NHK版
- ヘル・オブ・ザ・リビングデッド（リア・ルソー〈マルギット・ニュートン〉）
- ワッツ・インサイド（シェルビー〈ブリタニー・オグレイディ〉）
- 戦と乱（少年時代のカン・ドンウォン〈Jin Jae-Hee〉）

2025年
- ビーキーパー（ヴェローナ・パーカー〈エミー・レイヴァー＝ランプマン〉）
- K.O.（ケンザ〈Alice・Belaidi〉）

#### ドラマ
2005年
- CSI:科学捜査班
  - 第78話『愛の毒薬』（エイミー・ダンバー〈アシュリー・ローレン・カニンガム〉）

- WITHOUT A TRACE/FBI 失踪者を追え!
  - 第11話『思い出ビデオ』（アニー・ミラー〈ランドリー・オルブライト〉）

- コールドケース 迷宮事件簿
  - 第16話『ボランティア』（ジュリア・ホフマン〈アンバー・ベンソン〉）

2006年
- 愛してると云って（ギョンチェ、ビョンスの少年時代）

2007年
- WITHOUT A TRACE/FBI 失踪者を追え!
  - 第58話『16歳の誤算』（グウェン〈ケイラ・メイ・マロニー〉）

- CSI:6 科学捜査班
  - 第128話『誰も知らない存在』（アリソン・ブラッドフォード〈レイシャ・ヘイリー〉）

- リ・アニメイテッド 〜ジムのカートゥーン大冒険〜（ジミー〈ドミニク・ジェーンズ〉）

2008年
- ゴースト 〜天国からのささやき
  - 第14話『にぎりしめた貝殻』（レスリー・ヤングブラッド〈セイジ・トンプソン〉）

- ER緊急救命室
  - 276話『緊急搬送』（マイロ〈レミー・ソーン〉）

2009年
- CSI:科学捜査班
  - 168話『蜜蜂の死』（エイミー・マカリーノ〈ブリット・ロバートソン〉）

- 第一容疑者
  - 第9話『希望のかけら』（グロリア〈アマンドラ・クリッチロウ〉）

- 魔術師 MERLIN（モードレッド〈エイサ・バターフィールド〉）

2010年
- CSI:ニューヨーク
  - 第107話『パーティーの裏側』（ジェイク・キャブラン〈スカイラー・ギソンド〉）

- 名探偵モンク
  - 第121話『復職審査』（ウィル・デルマン〈デヴィッド・クロネンバーグ〉）

- カイルXY（ローリー・トレガー〈エイプリル・マトソン〉）
- ゴースト 〜天国からのささやき
  - 第84話『ヴァンパイアの誘惑』（セリーナ・ウェステン〈アレクサ・ヴェガ〉）

- ナース・ジャッキー
  - 第5話『オールセインツの夜』（ステファニー〈トゥモロー・ボールドウィン・モンゴメリー〉）

- メンタリスト
  - 第2話『赤毛と銀色のテープ』（メラニー・オキーフ〈ジリアン・ボーウェン〉）

2011年
- ヴァンパイア・ダイアリーズ（2011年 - 2012年、アンナ・ジュー〈マリース・ジョー〉）
- WITHOUT A TRACE/FBI 失踪者を追え! 
  - 第126話『闘争 / 逃走』（ケイラ・ジェニングス〈サニー・メイブリー 〉）

- CSI:マイアミ
  - 第179話『炎のフェニックス』（フィービー・ニコルズ〈ルーシー・ヘイル〉）

- レバレッジ 〜詐欺師たちの流儀
  - 第17話『ウィドーマークの歌声』（ウィドマーク・ファウラー〈アレックス・メンツェル〉）

- テラノバ/Terra Nova（2011年 - 2012年、マディ・シャノン〈ナオミ・スコット〉）

2012年
- ヤング・スーパーマン
  - 第158話『影の怪物』（メアリー・ピアソン〈ジュリア・マックスウェル〉）

- PAN AM/パンナム（コレット・ヴァロワ〈カリーヌ・ヴァナッス〉）
- glee/グリー（サンシャイン・コーラソン〈シャリース〉）
- ハヤテのごとく! 〜美男〈イケメン〉執事がお守りします〜（リン・チーサー〈凌奇颯 / 綾崎ハヤテ〉〈ジョージ・フー〉）※第1話のみ
- リンガー 〜2つの顔〜（ジュリエット・マーティン〈ゾーイ・ドゥイッチ〉）
- ホワイトカラー
  - 第34話『デトロイトの歯医者』（少年時代のモジー〈ジェームス・ディジャコモ〉）

2013年
- クリミナル・マインド FBI行動分析課
  - 第157話『悪魔の花嫁』（ララ・ヒースリッジ〈マドレーヌ・マーティン 〉）

- CSI: 科学捜査班 
  - 第270話『卵の反乱』（エイブリー・キール〈ジャクソン・ペイス〉）

- ボディ・オブ・プルーフ 死体の証言 S3#11（ダービー・ストーン〈ハンナ・リー〉）

2014年
- イーストエンドの魔女たち（フレイヤ・ボーシャン〈ジェナ・ディーワン〉）

2015年
- クリミナル・マインド FBI行動分析課
  - 第191話『566号線』（サマンサ・ウィルコックス〈マディソン・ダヴェンポート〉）

- リゾーリ&アイルズ ヒロインたちの捜査線
  - 第64話『焦燥』（女の子）

2016年
- 刑事フォイル
  - 第12話『不発弾』（グウェン・リバース〈ジョアンナ・ホートン〉）

- NCIS: ニューオーリンズ
  - 第27話『忘れられない人』（ライアン・グリッグス〈マックスウェル・ジェンキンス〉）

- STARTUP スタートアップ（2016年 - 2017年、イジ―・モラレス〈オトマラ・マレロ〉）
- SUPERNATURAL
  - 第226話『妖精サリー』（不明）

- ラッシュアワー
  - 第8話『美しき証人』（ニーナ・テイラー〈ジャネル・パリッシュ〉）

2017年
- フラーハウス（ロッキー〈ランドリー・ベンダー〉）
- クリミナル・マインドFBI行動分析課
  - 第265話『やつらを破壊せよ』（ベサニー・“ビー”・エリス・アダムズ〈スティーヴィー・リン・ジョーンズ〉）

- ノンストップ・スリラー「暴走地区-ZOO-」（2017年 - 2018年、テッサ・ウィリアムズ〈ヒラリー・ジャーディン〉）

2018年
- ワンス・アポン・ア・タイム（メリダ〈エイミー・マンソン〉）

2019年
- After Life/アフター・ライフ（サンディ〈マンディープ・ディロン〉）
- 大草原の小さな家
  - 第8話 『オルガの靴』（オルガ〈キム・リチャーズ〉）

- 超能力ファミリー サンダーマン
  - 第90話『DJコロッソYO!』（シャイアン〈ダニエラ・パーキンス〉）

- ゴーストライター
  - 第7話『ワイルド・ワイルド・ゴースト:その3』（デイル・スウィート〈ルイーザ・ジュ〉）

- The Sinner -隠された理由-（マリン・カルフーン〈ハンナ・グロス〉）
- シェイムレス 俺たちに恥はない（2019年 - 2021年、タミ・タミエッティ〈ケイト・マイナー〉）
- カーニバル・ロウ（2019年 - 2023年、ヴィネット〈カーラ・デルヴィーニュ〉）
- Major Crimes 〜重大犯罪課（カミラ・ペイジ〈ジェシカ・メラズ〉）

2020年
- テヘラン（2020年 - 、タマル・ラビニアン〈ニヴ・スルタン〉）
- ヴィダ 故郷の母が遺したもの（リン・ヘルナンデス〈メリッサ・バレラ〉）
- ザ・ホーンティング・オブ・ブライマナー（ジェイミー〈アメリア・イヴ〉）
- チーム・ケイリー
  - 第12話『元カノ、登場』（マーゴット・マッカンドレス〈アンナ・グレイス・バーロウ〉）

2021年
- 刑事モース〜オックスフォード事件簿〜（ヴァイオレッタ〈ステファニーレオニダス〉）
- DEBRIS/デブリ
  - 第11話『ブライアン・ベネヴェンティ』（不明）

- ブラインドスポッティング（不明）
- カウボーイビバップ
  - 第4話『カリスト・ソウル』（ハリソン・マードック〈ミランダ・ドートリー〉）

- イエロージャケッツ（2021年 -ティーン・ジャッキー〈エラ・パーネル〉）

2022年
- ゴシップガール
  - 第11話『ジュールと一緒にそれを取ることはできません』（ハイディ・バーグマン〈キャスリン・ギャラガー〉）

- トワイライト・ゾーン
  - 第18話『小さな町』（アナ〈ナタリー・マルティネス〉）

- CSI: ベガス
  - 第2話『快楽の罠』（クリスティ〈スティーヴィー・リン・ジョーンズ〉）

- ムーンナイト
  - 第5話『蘇る過去』（少年時代のマーク・スペクター〈カルロス・S・サンチェス〉）

- カオスなサマー（2022年 - 、サマー・トーレス〈スカイ・カッツ〉）
- オールモスト・ネバー 夢みるバンド物語
  - 第6話『パーフェクト・ストレンジャーズ』（トリニティ〈リリー・ブランサム＝ウォッシュブルック〉）

- FIRES〜オーストラリアの黒い夏〜
  - 第4話『シェルターのクリスマス』（ミッシュ・マッコーリー〈シャーロット・ベスト〉）

- 9-01-1: LA救命最前線（2022年 - 、ルーシー・ドナート〈アリエル・ケベル〉）
- カーダシアン家のセレブな日常（ケンダル・ジェンナー〈ケンダル・ジェンナー〉）(Disney+ STAR)
- バッド・シスターズ （2022年 - 、ビビ・ガービー〈セーラ・グリーン〉）
- エラのニューライフ
  - 第6話『エラの祈り』（本人〈ヘイリー・キヨコ〉）

- See 〜暗闇の世界〜（トロヴェール〈トリエステ・ケリー・ダン〉）
- きみがぼくを見つけた日（クレア・アブシャー〈ローズ・レスリー〉）
- ヴァンパイア・アカデミー（リサ・ドラゴミル〈ダニエラ・ニエベス〉）
- こいぬのおうち
  - 第13話『ギズモ』（シエラ〈ブリアナ・レーン〉）

2023年
- イコライザー（アルマ・カスティリョ〈アンドレア・コルテス〉）
  - 第18話『引き裂かれたふたり』

- フォー・モア・ショット・プリーズ！ (ウマン・シン〈バニ・J〉)
- 凍てつく楽園
  - 第17話『浜辺に流れついた女』（ナディア〈ナッシマ・ベンチコウ〉）

- CSI: ベガス（セリーナ・チャベス〈アリアナ・ゲラ〉）
- FBI: Most Wanted 〜指名手配特捜班〜
  - 第50話『過去を捨てた女』（ローズ・ホルビー〈リー・ザワダ〉）

- フランク、アイルランドのダメ男。（オーニャ〈セーラ・グリーン〉）
- パーシージャクソンとオリンポスの神々
  - 第3話『パーシーたち、石像の庭を訪れる』（メデューサ〈ジェシカ・パーカー・ケネディ〉）

2024年
- アストリッドとラファエル 文書係の事件録
  - 第31話『タイムトラベラー』（アンドレア・マルタン〈ジュリー・デラルム〉）

- 三体（オギー・サラザール〈エイザ・ゴンザレス〉）
- デカメロン（ネイーフィレ〈ルー・ガラ〉）
- THE PENGUIN-ザ・ペンギン-（ソフィア・ファルコーネ〈クリスティン・ミリオティ〉）
- ワイルドカード〜捜査バディは天才詐欺師!?〜
  - 第6話『トラブル・ウィズ・ヴァンパイア』（シャーリーン〈アリーシャ＝マリー・アハメド〉）

- シタデル ハニー バニー（ハニー〈サマンタ 〉）
- スーパーヒーローアカデミー（2024年 - 2025年、ツンドラ〈セローメ・エムネトゥ〉）

2025年
- ムービング（チャン・ヒス〈コ・ユンジョン〉）
- サンブル川の事件 凶悪犯罪はなぜ見逃されたのか（オドレイ〈マーラ・タキン〉）
- キャッツ・アイ（シリア〈コンスタンス・ラベ〉）
- サイド・クエスト（チェリー〈ブリア・ヘンダーソン〉）
- ランサム・キャニオン（クイン・オグレイディ〈ミンカ・ケリー〉）
- カレーム 宮廷料理人（アンリエット〈リナ・クードリ〉）

#### テレビ番組
2021年
- ブレイン・ゲーム スターの頭脳チャレンジ（クリスティン・ベル）
- ランニング・ワイルド WITH ベア・グリルス 2 #8（ケイトリン・パーカー〈本人〉）

#### アニメ
2004年
- トムとジェリー 火星へ行く（ピープ〈キャサリン・フィオーレ〉）
- ヘラクレス（女子生徒）

2005年
- ジミー・ニュートロン 僕は天才発明家!（ジミー・ニュートロン〈アイザック・ニュートロン〉）

2007年
- ルイスと未来泥棒（ルイス〈ジョーダン・フライ〉）
- レミーのおいしいレストラン（パリの女）

2013年
- トムとジェリー ジャックと豆の木（ジャック〈ジェイコブ・バートランド〉）

2014年
- トムとジェリーと迷子のドラゴン（アテナ〈ケリー・ステイブルズ〉）

2016年
- ホーム 宇宙人ブーヴのゆかいな大冒険（チップ〈リアーナ〉）
- みんなのウミズーミ（ジオ〈イーサン・ケンプナー〉）

2017年
- ソウル・ステーション/パンデミック（ヘスン〈シム・ウンギョン〉）
- ホーム 宇宙人ブーヴのクリスマス（チップ'〈リアーナ〉）
- 悪魔バスター★スター・バタフライ
  - 第29話『ベイビー/ハサミを求めて』（ベイビー〈メリッサ・ラウシュ〉）

2018年
- ボックストロール（ウィンフレッド・"ウィニー"・ポートリーリンド〈エル・ファニング〉）

2019年
- 恐竜少女ガウ子 Dino Girl Gauko（山田たかし）
- 101匹わんちゃんストリート（ドリー〈ミカエラ・ディーツ〉）
- ビクター&バレンティノ（ソチ）
- ドラゴン王子（クイーン・ネハ〈パトリシア・アイザック〉）

2020年
- パンダのシズカ
  - 第6話『初めての冒険/紙飛行機』（ゲスト）

- サンダーバード ARE GO（スクラップス〈シェリダン・スミス〉）

2021年
- 異界探偵トレセ（アレクサンドラ・トレセ〈シェイ・ミッチェル〉）
- スター・ウォーズ: ビジョンズ（アム〈アリソン・ブリー〉）
- ラブ、デス&ロボット
  - 第22話『荒野のスノー』（ヒラルド〈ジタ・アンロ〉）

2022年
- アイス・エイジ5/止めろ! 惑星大衝突（ブルック〈ジェシー・J〉）
- ONI 〜 神々山のおなり（おなり〈モモナ・タマダ〉）
- メカアマト（2022年 -、ピアン〈イエルハム・イスカンダル〉）

2024年
- メカアマトMovie（ピアン〈イエルハム・イスカンダル〉）
- カサグランデス・ムービー（プンガーリ〈パウリーナ・チャベス〉）

2025年
- プリモ〜わたしと12人のイトコ（テイター）
- スパイダーマン:フレンドリー・ネイバーフッド（カーミラ・ブラック〈アナリス・キニョネス〉）

### ゲーム
2002年
- バービーのラプンツェル 魔法の絵ふでの物語 ※PC

2003年
- D.C.P.S. 〜ダ・カーポ〜 プラスシチュエーション（みっくん）
- ラブ★スマッシュ!5 〜テニスロボの反乱〜（ルビー）

2004年
- 金色のコルダ（女子生徒）
- センチメンタルプレリュード（橘なつみ）
- 鉄拳5（風間飛鳥、三島一八〈幼少期〉）
- BLACK MATRIXOO（カイン）
- フレンズ 〜青春の輝き〜（箕輪奈月）
- Memories Off 〜それから〜（木瀬歩）
- ロスト・アヤ・ソフィア（マリエッタ・カルディナーレ）

2005年
- シャイニング・フォース ネオ（マリエル）
- 蒼穹のファフナー（ショコラ）
- D.C. Four Seasons 〜ダ・カーポ〜 フォーシーズンズ（みっくん）
- テイルズ オブ レジェンディア（ジェイ）
- 魔法先生ネギま! 1時間目 お子ちゃま先生は魔法使い!（長瀬楓）
- 魔法先生ネギま! 2時間目 戦う乙女たち! 麻帆良大運動会SP!（長瀬楓）
- Memories Off #5 とぎれたフィルム（木瀬歩）
- ローグギャラクシー（ジェスター（子供時代）、チエ）
- ワイルドアームズ ザ フォースデトネイター（ジュード・マーヴェリック）

2006年
- CLANNAD（柊勝平）
- THE ロボットつくろうぜっ! 激闘!ロボットファイト
- 灼眼のシャナ（ソラト）
- 対戦!たっきゅうDX（内田りさ、謎のパンダ）
- 炎の宅配便（トビオ）
- ネギま!? 超・麻帆良大戦 〜かっとイ〜ン☆契約執行でちゃいますぅ〜（長瀬楓）
- ネギま!? 3時間目 恋と魔法と世界樹伝説!（長瀬楓）
- 魔法先生ネギま! 課外授業 乙女のドキドキ ビーチサイド（長瀬楓）
- みんなで鍛える全脳トレーニング（あきら）
- レッスルエンジェルス サバイバー（渡辺智美、小早川志保）

2007年
- シャイニング・ウィンド（カリス）
- 灼眼のシャナDS（ソラト）
- 鉄拳6（風間飛鳥）
- ネギま!? 超 麻帆良大戦チュウ チェックイ〜ン全員集合! やっぱり温泉来ちゃいましたぁ（長瀬楓）
- ネギま!? どりーむたくてぃっく 夢見る乙女はプリンセス（長瀬楓）
- ネギま!? ネオ・パクティオーファイト!!（長瀬楓）
- ハヤテのごとく! ボクがロミオでロミオがボクで（綾崎ハヤテ）

2008年
- 小鳩ヶ丘高校女子ぐろ〜部（真田誠）
- 絶対可憐チルドレンDS 第4のチルドレン（野上葵）
- ソニック ワールドアドベンチャー（チップ）
- ソラユメ（謎の少年）
- ツヴァイ!!（ポックル） - PSP版
- ツヴァイ2（モンブラン、ポックル）
- ハヤテのごとく! お嬢様プロデュース大作戦 ボク色にそまれっ!（綾崎ハヤテ / ハーマイオニー）
- 武装神姫 BATTLE RONDO（火器型MMS ゼルノグラード）
- まもるクンは呪われてしまった!（知花まもる）
- ルミナスアーク2 ウィル（フィル）
- レッスルエンジェルス サバイバー2（渡辺智美、小早川志保）

2009年
- ケメコデラックス!DS 〜ヨメとメカと男と女〜（黒崎リョーコ）
- ソラユメ portable（謎の少年）
- D.C.I.F. 〜ダ・カーポ〜 イノセントフィナーレ（みっくん）
- ハヤテのごとく!! ナイトメアパラダイス（綾崎ハヤテ）
- PIPOPA×DS@ダイボウケン!!!（ピット）
- ルーンファクトリー3（マイス）

2010年
- こちら葛飾区亀有公園前派出所 勝てば天国！負ければ地獄！両津流 一攫千金大作戦！（御堂春）
- GOD EATER BURST（レン）
- 咲-Saki- Portable（染谷まこ）
- シャイニング・ハーツ（ハヤネ・フブキ）
- スプリンターセル コンヴィクション（サラ・フィッシャー）
- 戦場のヴァルキュリア2 ガリア王立士官学校（ユリアナ・エーベルハルト）
- テイルズ オブ ファンタジア なりきりダンジョンX（風間飛鳥〈コスチューム〉）
- ニーア・レプリカント（デボル、ポポル）
- 武装神姫 BATTLE MASTERS（火器型MMS ゼルノグラード）
- Wonderland ONLINE -運命の女神-（ジャンヌ・ダルク）

2011年
- Another Century's Episode Portable（ユーリ・スタイン）
- SDガンダム GGENERATION（2011年 - 2025年、アニュー・リターナー、ラ・ミラ・ルナ） - 6作品
- スライ・クーパー コレクション（ペネロペ）
- 戦場のヴァルキュリア3 -Unrecorded Chronicles-（ユリアナ・エーベルハルト）
- 閃乱カグラ -少女達の真影-（日影）
- テイルズ オブ エクシリア（シルフ）
- テイルズ オブ ザ ワールド レディアント マイソロジー3（ジェイ、ヒーローボイス）
- 鉄拳タッグトーナメント2（風間飛鳥）
- 謎惑館 〜音の間に間に〜（線香花火の少女）
- ファイナルファンタジー零式（レム・トキミヤ）
- ファントムブレイカー（莉亜）
- 武装神姫 BATTLE MASTERS Mk.2（火器型MMS ゼルノグラード）
- FRONTIER GATE（ニケ）

2012年
- アンチェインブレイズ エクシヴ（ディアーネ）
- 王と魔王と7人の姫君たち 〜新・王様物語〜（イリス）
- 鬼武者Soul（小姓、山名祐豊、尚真王、尼子勝久、柳生宗章 他）
- ガールフレンド（仮）（霧生典子）
- CODE OF PRINCESS（アリー・ヴァヴァ）
- シャイニング・ブレイド（ユキヒメ）
- スーパーロボット大戦OGサーガ 魔装機神II REVELATION OF EVIL GOD（アオイ・カレント）
- 閃乱カグラ Burst -紅蓮の少女達-（日影）
- 第2次スーパーロボット大戦Z 再世篇（アニュー・リターナー）
- デジモンワールド リ:デジタイズ（主人公 / タイガ）
- DEAD OR ALIVE 5（ミラ）
- NEWラブプラス（長倉侑子）
- 百神 〜ヒャクカミ〜（ヴァルキリー）
- 龍が如く5 夢、叶えし者（真田まい）
- アナザープリンセス（アバターボイス）

2013年
- Unlight（ジェッド）
- 英雄伝説 閃の軌跡（エリオット・クレイグ）
- カオス ヒーローズ オンライン（ラデス）
- 機装猟兵ガンハウンドEX（ユウリ・ユリアーネ）
- 境界線上のホライゾン PORTABLE（オリオトライ・真喜子）
- 咲-Saki- 阿知賀編 episode of side-A Portable（染谷まこ）
- ジョジョの奇妙な冒険 オールスターバトル（F・F）
- スーパーロボット大戦UX（西尾里奈、ハリケーン）
- スプリンターセル ブラックリスト（サラ・フィッシャー）
- 閃乱カグラ SHINOVI VERSUS -少女達の証明-（日影）
- ダンボール戦機ウォーズ（シェリー・マキシマム、古城アスカ）
- ティアラ コンチェルト（エルフ）
- デジモンワールド リ:デジタイズ デコード（主人公 / タイガ）
- DEAD OR ALIVE 5 ULTIMATE（ミラ）
- ドラゴンタクティクス∞（モリガン）
- NARUTO -ナルト- 疾風伝 ナルティメットストーム3（フウ）
- BEYOND: Two Souls（ジョディ・ホームズ〈エリオット・ペイジ〉）
- ファントムブレイカー:エクストラ（東條莉亜）

2014年
- 英雄伝説 閃の軌跡 II（エリオット・クレイグ）
- 鬼武者Soul カードラッシュ
- CV 〜キャスティングボイス〜（東堂・エレナ・クリュチェフスキー）
- グランブルーファンタジー（2014年 - 2024年、ロキ、ソシエ、キキ） - 3作品
- JKヴァンパイア 〜運命のフェスタ〜（ステラ・インペラトル）
- ジェイスターズ ビクトリーバーサス（鬼塚一愛〈ヒメコ〉）
- 白猫プロジェクト（ジョバンニ・タクティモニス）
- 戦国無双 Chronicle 3（小少将）
- 戦国無双4（小少将）
- 閃乱カグラ NewWave（日影）
- 閃乱カグラ2 -真紅-（日影）
- デカ盛り 閃乱カグラ（日影）
- NARUTO -ナルト- 疾風伝 ナルティメットストームレボリューション（フウ）
- シャイニングヒーローズ（ユキヒメ）
- 魔法少女大戦 ZANBATSU（フジワラノフヒコ）
- 桃色大戦ぱいろん（天羽かごめ、リヴァイアサン＝レヴィ）
- ロボットガールズZ ONLINE（マリちゃん〈マリンスペイザー〉）

2015年
- アンティル・ドーン 惨劇の山荘（サム）
- けものフレンズ（ハクトウワシ 他）
- Goes!（ヴィンス・ヴィヴィアン・ヴィッカーズ）
- ゴッドイーター リザレクション（レン）
- 咲-Saki- 全国編（染谷まこ）
- ジョジョの奇妙な冒険 アイズオブヘブン（F・F）
- 神撃のバハムート（シルヴィア、ソシエ）
- スーパーロボット大戦BX（ハリケーン）
- ゼノブレイドクロス（アバターボイス〈関西弁〉）
- 戦国無双4-II（小少将）
- 戦国無双4 Empires（小少将）
- 閃乱カグラ ESTIVAL VERSUS -少女達の選択-（日影）
- 鉄拳7（風間飛鳥）
- DEAD OR ALIVE 5 LAST ROUND（ミラ）
- ドラゴンボール ゼノバース（タイムパトローラー）
- 部活少女バトル（田邊音凰）
- ブレードアークス from シャイニング（裏雪姫）
- ブレードアークス from シャイニングEX（裏雪姫）
- ロボットガールズZ ONLINE（ゲッターQ）
- Divina Cute（ニーナ）
- ケイオスドラゴン 混沌戦争

2016年
- セブンズストーリー（ラビィ、ウララ、カレン）
- 誰ガ為のアルケミスト（アスワド）
- チェインクロニクル（ユリアナ）
- Dies irae 〜Interview with Kaziklu Bey〜（ディナ・マロイ）
- ドラえもん 新・のび太の日本誕生（ククル）
- ドラゴンボール ゼノバース2（タイムパトローラー）
- NARUTO -ナルト- 疾風伝 ナルティメットストーム4（フウ）
- HIDE AND FIRE（フォックス）
- エミル・クロニクル・オンライン（ル・フェイ・ロア）
- 龍が如く 極（沙耶）

2017年
- ディシディア ファイナルファンタジー オペラオムニア（レム・トキミヤ）
- ニーア オートマタ（デボル、ポポル）
- 閃乱カグラ PEACH BEACH SPLASH（日影）
- メテオジーン（リナ）
- 英雄伝説 閃の軌跡 III（エリオット・クレイグ）
- ベイブレードバースト ゴッド（フリー・デラホーヤ）
- ヴァルキリーコネクト（シルル、ルーリン、エイクスルニル）

2018年
- LibraryCross∞ -ライブラリークロスインフィニット-（朝陽）
- 黒騎士と白の魔王（タマヨリ）
- 閃乱カグラ Burst Re:Newal（日影）
- 北斗が如く（アイリ）
- ネギマテ UQ HOLDER! 〜魔法先生ネギま! 2〜（長瀬楓）
- ヴァルハラフロント（峠坂ハヤテ）
- ワイルドアームズ ミリオンメモリーズ（ジュード・マーヴェリック）
- 英雄伝説 閃の軌跡IV -THE END OF SAGA-（エリオット・クレイグ）
- 無双OROCHI 3（小少将）
- ベイブレードバースト バトルゼロ（フリー・デラホーヤ）
- 陰陽師 本格幻想RPG（少羽大天狗）
- 星と翼のパラドクス（ナギ）
- 戦車頭女子〜君の笑顔が見たくて〜（金唐あやの）
- クリスタル オブ リユニオン（天草四郎）
- 伝説対決 -Arena of Valor-（ヴィーラ）

2019年
- DEAD OR ALIVE 6（ミラ）
- BLADEARCUS Rebellion from Shining（裏雪姫）
- かんぱに☆ガールズ（ルゥデ・シ・エルデ）
- 妖怪ウォッチ ぷにぷに（キキ）
- アルカ・ラスト 終わる世界と歌姫の果実（エリク）
- カードファイト!! ヴァンガード エクス（鬼丸カズミ）
- 白き鋼鉄のX THE OUT OF GUNVOLT（インテルス）
- クイズRPG 魔法使いと黒猫のウィズ（スノウ・シラユキ）
- 新サクラ大戦（大葉こまち）
- ゴエティアクロス（ペート、ラファエル）
- 逆転オセロニア（イモードラ）
- エンゲージプリンセス〜眠れる姫君と夢の魔法使い〜（レオ）

2020年
- アークナイツ（クリフハート、フェン）
- 神田川JET GIRLS（日影）
- ブレイドエクスロード（タバサ・ヘルメス）
- 東方キャノンボール（犬走椛）
- 放置少女〜百花繚乱の萌姫たち〜（諸葛瑾、姜維、直江兼続、佐々木小次郎）
- VALIANT TACTICS（アーデルハイト）
- 英雄伝説 創の軌跡（エリオット・クレイグ）
- Shadowverse（ショーダウンデーモン、コスモスファング、ジャイアントゴースト、シルヴィア、ネルヴァ、ギルダリア）
- テイルズ オブ ザ レイズ（ジェイ）
- Demon's Souls（要人）
- アイカツプラネット!（ラブサジタリウス）

2021年
- アニマエ・アルケー（剛姫、庵、篝）
- ドラゴンクエストX オンライン（黄金のパラディン）
- 装甲娘 ミゼレムクライシス（ヴァンパイア・キャット〈アスカ〉）
- アンジェリーク ルミナライズ（レイナ）
- 鬼滅の刃 ヒノカミ血風譚（蜘蛛の鬼〈姉〉）
- クラッシュフィーバー（ダーウィン）
- PUBG MOBILE（かいじゅう君)
- 機動都市X（ヒリス）
- アナザーエデン 時空を超える猫（ヒナギク）
- メルヘン・イン・フラグメンツ（シンデレラの義母）
- レッド:プライドオブエデン（ブレーニア）

2022年
- 麻雀格闘倶楽部Sp（染谷まこ）
- ドラゴンクエストX 目覚めし五つの種族 オフライン（ジェニャ）
- ワールドフリッパー（エルマール）
- デジモンサヴァイブ（ユキハ）
- アーテリーギア-機動戦姫-（クヌーズ）
- カウンターサイド（カスカベ・ユリ）
- 異世界に飛ばされたらパパになったんだが〜精霊騎士団物語〜（スティクス）
- The Lord of the Parties（アーサー）

2023年
- ルーンファクトリー3スペシャル（マイス）
- 崩壊:スターレイル（アーラン）
- 共闘ことばRPG コトダマン（武之内空）

2024年
- 鉄拳8（風間飛鳥）
- ポケモンマスターズEX（チリ）
- Epic Seven -エピックセブン-（ビルギッタ）
- グランサガ（フーシャオ）
- 東方幻想エクリプス（蘇我屠自古）
- ファミコン探偵倶楽部 笑み男（久瀬純子）
- ブラウンダスト2（日影）
- ドラゴンボール Sparking! ZERO（カクンサ）
- カルドアンシェル（インテルス）
- 鈴蘭の剣：この平和な世界のために（ホーマ）
- IdentityV 第五人格（デミ・バーボン）
- マーベル・ライバルズ（マンティス）

2025年
- The First Berserker:Khazan（皇女イリーナ）
- メメントモリ（ルシール）

### ドラマCD
- アークナイツ 「風雪一過」（クリフハート）
- 開いてるドアから失礼しますよ（本田賢三〈幼少〉）
- アクエリアンエイジ ドラマCD フェンリル編（ガルム）
- あにゃまる探偵キルミンずぅ アソートCD（神原マイン）
- あの娘にキスと白百合を ドラマCD3 ディアマイガーデン（大城雪奈[398]）
- いちばんうしろの大魔王 VOL.1・2（服部絢子）
- うさみさんは構われたい!（羽冴美渚[399]）
- Extreme Hearts 「Start Sign」（葉山忍[400]）
- エターナル・レジェンド〜継承の系譜〜下巻（パディ）
- 大垣きゅん物語（大垣蕉子[401]）
- オトコのコはメイド服がお好き!?（トモ）
- かみさまのいうとおり!（山伏実希代）
- CLANNAD -クラナド- 光見守る坂道で 第3巻（柊勝平）
- Goes!ドラマCDシリーズ（ヴィンス・ヴィヴィアン・ヴィッカーズ）
- 5時から9時まで（桜庭潤子[402]）
- 子ひつじは迷わない 走るひつじが1ぴき（鹿野桃子）
- ゴミ溜めPEACE アイリスと午前2時の空（lily[403]）
- 咲-Saki-（染谷まこ）
- CDドラマ・スペシャル 4 機動戦士ガンダム00 アナザーストーリー/ 4 MONTH FOR 2312（アニュー・リターナー）
- 斬舞踊外伝〜壱・村屋の書〜（ミホツヒメ[404]）
- シャイニング・ウィンド Vol.4（カリス）
- 呪術廻戦（海里[405]）
- 純情エゴイスト（草間野分〈少年〉）
- CYNTHIA THE MISSION（檎桐淋）
- SKET DANCEシリーズ（鬼塚一愛）
- 絶対可憐チルドレン ドラマCD EPS.1st〜和気藹々! 愛と平和が地球を救う!〜（野上葵）
- ZONE-00 劇-III（落花）
- D.C. 〜ダ・カーポ〜 初音島ドラマシアター chapter.2 ことり（みっくん）
- 高橋さんが聞いている。（冴島P[406]）
- ダンボール戦機（古城アスカ）
- テイルズ オブ レジェンディア オリジナルサウンドトラック（ジェイ） 
  - テイルズ オブ レジェンディア voice of character quest1・2（ジェイ）
- デス・パレード（クイーン[407]）
- DOGS/BULLETS&CARNAGE（ミミ）
- どうして君を好きになってしまったんだろう?（天宮詩織）
- ナヴァグラハ -DefenD 9 Triggers（羅刹天ソマディーナ[408]）
- ニーア レプリカントウシナワレタコトバトアカイソラ（デボル、ポポル）
- はじめての甲子園（一色緑）
- 初恋限定。シリーズ（渡瀬めぐる）
- ハヤテのごとく! シリーズ（綾崎ハヤテ、綾崎ハーマイオニー）
- ぱる高演劇部（三谷コウ）
- 陽だまりのピニュ
- 独り占めシリーズ Vol.3『もう帰さない 黄昏の礼拝堂で…… -真野由鶴編-[409]』
- ヘルズキッチン（半井義淵）
- ドラマCD「ペルソナ」（園村麻希）
- ぷちモン（メルティ・ベーグル）
- BLACK/MATRIXOO 「慟哭の爪痕」（カイン）
- 方言恋愛[410]
- 魔法少女リリカルなのはStrikerS サウンドステージ 01（高町美由希）
- 魔法先生ネギま!シリーズ（長瀬楓）
- まほらば 〜鳴滝荘へいらっしゃい〜（白鳥隆士）
- めろ@ドラマCD まんすりぃ 萌音（柴咲涼香）
- 本橋兄弟（内田登美江）
- ラブ・モンスター（蛇ノ目〈子供〉）
- ルーンファクトリー4 Best Collection エビテン特典ドラマCD（マイス[411]）
- ルーンファクトリー3 スペシャル Dream Collection特典ドラマCD「主人公大集合！オールスタードラマCD」（マイス[412]）
- ワイルドライフ（宝生紗戸音）
- 最強銀河 究極ゼロ 〜バトルスピリッツ〜 ドラマCD（DVD-BOX特典）（イアン[413]）

### テレビ番組
- あなたが主役 50ボイス（NHK：2010年5月9日）
- アニソンLIVE!! ☆☆☆お宝グッズ満載☆☆☆（サンテレビ：2008年11月2日）
- 関ジャニの仕分け∞（テレビ朝日：2011年12月3日）
- しょこ♥リータ（テレビ東京、2008年11月26日 - 12月24日）「キャラクターボイスドラマ」
- ザ☆ネットスター!11月号（NHK BS2、2008年11月7日）
- たけしのニッポンのミカタ!（テレビ東京、2012年2月17日）
- はこね「緑」「風」「光」（小田急ケーブルビジョン 現：ジェイコムせたまち:ナレーションも担当）
- 花の声優界! スター☆ボウリング（AT-X：2008年3月23日）
- まんとら〜マンガ虎の穴〜（TVK、2007年6月8日、6月15日）
- 日立 世界・ふしぎ発見!（再現VTR）
- ラジオ関西PRESENTS☆2004STARCHILD DREAM in KOBE2nd☆響宴!アニメの歌姫たち（サンテレビ：『DROPS』として）
- サキよみ ジャンBANG!（テレビ東京、2011年4月1日・2012年3月9日・11月30日）
- ピラメキーノ（テレビ東京、2012年3月13日 - 14日）
- 京騒戯画 #5.5「京都実録篇」（TOKYO MX、2013年11月14日[414]）
- 双方向クイズ 天下統一（NHK：2014年1月31日）
- ハヤテのごとく!Cuties 春ULALA SP（テレビ東京、2013年4月2日[415]）
- 戦国無双SP 真田の章（テレビ東京、2014年3月10日[416]）
- AT-X新春福引きSP!昌也VS悠一 ナマ・ナマ・モリ・モリ龍玉Z!!（AT-X、2011年12月31日[417]）
- アニメ女子おうちカフェ部 #21-22（AT-X、2014年12月[418]）
- あいぽんうりょっちの初めてすることばっかりかなーと思って。（スカパー〈アイドル専門チャンネルPigoo〉、2015年[419]）
- 声優シェアハウス 大久保瑠美のるみるみる〜む #15[420],#16[421]（スカパー〈アイドル専門チャンネルPigoo〉、2016年）
- 声優シェアハウス 津田美波の津田家-TSUDAYA- #14[422],#15[423]（スカパー〈アイドル専門チャンネルPigoo〉、2017年）
- アニメマシテ（テレビ東京、2017年6月20日[424]）
- Mr.都市伝説 関暁夫のゾクッとする怪感話（BSテレ東、2021年1月29日[425]）
- 不滅のあなたへ 特別総集編 「フシの旅路」（Eテレ、2021年7月5日、副音声[426]）
- 「ONI〜神々山のおなり」堤大介監督が作品を語る（Eテレ、2024年12月27日[427]）
- ぐらぶるTVちゃんねるっ!
  - #31（TOKYO MX、2019年11月3日)
  - #32（TOKYO MX、2019年11月10日[428]）
  - #186（TOKYO MX、2022年11月6日)
  - #187（TOKYO MX、2022年11月13日[429]）

### Web番組
- ＃声だけ天使（AbemaTV、2018年）
- 一目涼然☆白石涼子の夏休み!（ニコニコ生放送、2011年）
- ガールズフロンティア（YouTube[430]、2010年）
- 2.5次元てれび #19（2.5次元てれび、2013年[431]）
- SKET DANCE 同梱版DVD発売記念特番第3弾（ニコニコ動画、2013年2月4日[432]）
- ハッカちゃんねる Vol.4 JKヴァンパイア特集（ニコニコ動画、2015年1月10日[433]）
- スコラちゃんねる #3 T-LINE創刊記念スペシャル（ニコニコ動画、2015年2月4日[434]）
- Radioデス・パレード生放送（ニコニコ動画、2015年2月27日[435]）
- 戦国炎舞 -KIZNA- 協闘やりまくるぞ!スペシャル! #2（ニコニコ動画、2015年6月28日[436]）
- 電人☆ゲッチャ!（ニコニコ動画、2015年8月27日[437]）
- Until Dawn -惨劇の山荘-公式放送 惨劇のミッドナイトシアター（ニコニコ動画、2015年8月31日[438]）
- ふきカエル生放送 『ダーク・シャドウ』実況（ニコニコ動画、2017年6月23日[439]）
- ドラドラしゃーぷ# 女子会SP!!（YouTube[440]、2019年）
- アルカ・ラスト公式生放送 第3回（YouTube[441]、2019年）
- ガンヴォルト情報局 第13回（YouTube[442]、2019年）
- 鷲崎健のアコギFUN！クラブ #41（ニコニコ動画、2020年[443]）
- 松田的超英雄電波。 第76.5回（ニコニコ動画、2020年3月28日[444]）
- 劇場アニメ「どうにかなる日々」公開記念特番（YouTube[445]、2020年10月23日）
- ドラマCD「斬舞踊外伝〜村屋の書〜」発売直前特番（YouTube[446]、2020年12月）
- ルンファクチャンネル〜ようこそシアレンスへ！新生活応援SP〜（YouTube[447]、2022年11月10日）
- 『涼子と静とおビールさん』 (@arma_bianca) - OPENREC.tv（2023年7月 - ）
- シノビマスター閃乱カグラ NEW LINK 祝6周年！ 生放送！（YouTube[448]、2023年11月29日）
- NieR
  - 【ニーア10周年】生放送 取りこぼし編（ニコニコ動画、2020年4月22日[449]）
  - よーすぴサンタ2020（ニコニコ動画、2020年12月24日[450]）
- ディズニーっコらぢお
  - 緑川光・諏訪部順一のディズニーっコらぢお#1（ニコニコ動画、2013年12月19日[451]）
  - ディズニー大好き大集合！ディズニープラスに楽しさプラス！@超声優祭2021 DAY1（ニコニコ動画、2021年4月24日[452]）
  - 新ディズニープラス スタート記念！ #スター・ウォーズ特番（ニコニコ動画、2021年10月25日[453]）
  - 新ディズニープラス スタート記念！ #ディズニーピクサー特番（ニコニコ動画、2021年10月26日[454]）
  - 新ディズニープラス スタート記念！ #セレブレーションナイト（ニコニコ動画、2021年10月27日[455]）
- スター・ウォーズ：ビジョンズ 全世界配信記念（YouTube、2021年9月24日[456]）

### ビデオ
- 白石涼子の聞かなきゃ☆そん♪Song「R」Live! in 原宿RUIDO 2005.11.06
- 声優ドラマレーベル「Dramagix」 〜ドラマジックス第三弾〜『TWO-IN』
- テイルズ オブ フェスティバル 2011
- 魔法先生ネギま!
  - 魔法先生ネギま!入学式
  - 魔法先生ネギま!2-A 1学期終業式
  - 魔法先生ネギま!ホームルーム
  - 魔法先生ネギま!大麻帆良祭
  - ネギま!?3-A 1学期始業式
  - ネギま!?3-A 2学期始業式
  - ネギま!?音楽の授業参観
  - ネギま!?3-A 3学期始業式
  - ネギま!?Magical X´mas
  - ネギま!?Princess Festival

### ラジオ
- うりょっちのわくわくファクトリー（終了）
- 渋谷アニメランド（NHK、第2回）
- 白石涼子★R-24hr（終了）
- 白石涼子の聞かなきゃ☆そん♪Song!（終了）
- 白石涼子のシカイ良好☆ふんたららん（終了）
- 白石涼子のそん♪Song!ばっく☆とーく
- 絶対可憐放送局（アニメイトTV、終了）
- DROPS senpercent（MBSラジオ、単発番組）
- トワノクオン〜ファンタジアム・ガーデン放送局
- ハヤテのごとく! Radio the combat butler（音泉、終了）
  - ハヤコン（音泉、ハヤテのごとく! Radio the combat butlerの第2期シリーズ、終了）
  - ハヤ☆ラジ!!（アニメイトTV、終了）
  - ハヤサン（音泉、終了）
  - ハヤラブ（音泉、終了）[457]
- ひまわりっ!のラジオなのです。ご主人様♪（終了）
- ホレぼれ。（文化放送ほか、終了）
- 愛のまほらば劇場（終了）
- ラジオどっとあい 白石涼子のしろくろ★こげちゃ（終了）
- えびぞり亭江戸川橋店（Oh!sama TV）
- スタチャちっく! AtoR PC版
- 白石涼子とこげちゃんネル☆（声優グランプリmobile）
- 『おはりょーこんばんは！』 - stand.fm （2021年8月7日 - ）※なお、このプログラムは仕事ではなく個人的な活動として行っている。

### ラジオドラマ
- エンダーのゲーム（ヴァレンタイン・ウィッギン[140]）
- ニコルの塔（シオン）（青春アドベンチャー）
- 通学日〜君と僕の部屋〜（チカ）（VOMIC）
- ニューワールド（星野ロック）（FMシアター、2013年3月30日）
- マガツハナ-銀光の楓-（銀杏）（YouTube、2019年8月18日[458]）
- ポラポリポスポ（校長[459]）
- 青山二丁目劇場
  - さすらいの焼きそば野郎（英太）（文化放送、2019年7月11日[460]）
  - 変な善次とグレた輝美〜現代の大人のための童話〜（霧子）（文化放送、2025年5月5日[461]）

### オーディオブック
- DEARS ※CD媒体
  - 「にほんのむかしばなし〜赤の色〜」『一本歯の下駄』
  - 「にほんのむかしばなし外伝〜夢の色〜」『バケ猫の宿』
  - 「戦国武将物語外伝〜姫編〜」『細川ガラシャ物語』
- Audible
  - 憑物語（2022年、朗読[462]）
  - 忍物語（2023年、朗読[463]）
  - 死物語・上（2023年、朗読[464]）
- オトバンク
  - 婚活マエストロ（2024年、鏡原奈緒子[465]）

### 特撮
- 騎士竜戦隊リュウソウジャー（2019年 - 2021年、クレオンの声[466]） - 1シリーズ + 3作品[一覧 35]

### 舞台
- AKATSUKI project ROAD CREATIVE vol.3「Shooting Star」：（2010年1月8日 - 10日、中野ザ・ポケット）
- 新宿625「歌姫」（2015年10月21日 - 10月25日、笹塚ファクトリー）
- 劇団ヘロヘロQカムパニー「無限の住人」（2016年2月11日 - 17日、全労済ホール / スペースゼロ）
- 天才劇団バカバッカ「COLORS」（2016年6月10日 - 19日、吉祥寺シアター）
- 天才劇団バカバッカ「DADDY WHO?」（2016年11月22日 - 27日、サンモールスタジオ）
- 朝劇西新宿「恋の遠心力」（2017年3月8日[467]）
- 演劇企画CRANQ「デッド・ビート・ダッド!」（2017年4月27日 - 5月1日、東京芸術劇場シアターウエスト[12]）
- 演劇工房N・Y企画「他人の目」（2017年6月7日 - 11日、小劇場楽園）
- 劇団ヘロヘロQカムパニー「声優に死す」（2017年10月20日 - 29日、全労済ホール / スペースゼロ）
- 演劇企画CRANQ「プリモ・ピアット〜聖夜のヒミツ〜」（2017年12月19日 - 24日、キンケロ・シアター）
- 朗読劇「タチヨミ」（2018年1月12日 - 21日、北沢タウンホール）
- クロジ「いと恋めやも」（2018年8月22日 - 26日、全労済ホール）
- 演劇企画CRANQ「罠 Piège pour un homme seul」（2019年2月6日 - 11日、ザ・ポケット）
- Pal’s Sharer「ぶっくぶっく」（2019年4月17日 - 21日、テアトルBONBON）
- Pxxce Maker'「BABY」（2019年6月19日 - 23日、中野 劇場MOMO）
- 劇団時間制作第二十回公演「ほしい」（2019年9月19日 - 23日、赤坂RED/THEATER）
- 奈良県観光キャンペーン芸術公演 朗読劇「古事記」（2020年11月14日 - 15日、長谷寺 本堂 内舞台）[468]
- 声のプロフェッショナルが奏でるリーディングシェイクスピア 「ロミオとジュリエット」（2021年4月17日、昭和音楽大学 テアトロ・ジーリオ・ショウワ）
- 声劇「燈の守り人〜明治開国編〜」 藤倉見達役（2021年11月2日[469]、OPENREC.tv〈オンライン配信のみ〉）
- グワィニャオン20周年記念公演「マツバラQ」（2021年11月27日 - 11月28日、シアターグリーン BIG TREE THEATER[470]）
- カナタpresentsトライアングル〜アイビー〜（2022年5月14日 - 15日、ニッショーホール ※音声のみ[471]）
- twerno (2022年12月11日 - 12日、大岡山劇場 ※音声のみ[472]）
- サプライズは突然に（2022年12月18日、NOS恵比寿[473]）
- 音読stage-Story of Songs（2023年2月11日、ヒューリックホール東京[474]）
- 劇団ヘロヘロQカムパニー「タイムアフターレコーディング」（2023年6月23日 - 7月2日、こくみん共済coopホール / スペースゼロ[475]）
- サプライズは突然に（2023年8月6日、NOS恵比寿[476]）
- ヴェルネの天使は死を歌う（2024年6月28日 - 30日、自由学園明日館 講堂[477]）
- 朗読劇ボイコメvol.2〜声優×吉本新喜劇（2024年8月18日、COOL JAPAN PARK OSAKA TTホール）[478]
- リーディックシアター 無黒ノ宴 葉之刻（カナタ）（2025年3月29日、30日、シアターX[479]）
- 朗読劇「35年目のラブレター」（2025年5月23日 - 25日〈予定〉、KAAT神奈川芸術劇場 大スタジオ） - 西畑皎子 役[480]

### デジタルコミック
- VOMIC SKET DANCE（ヒメコ〈鬼塚一愛〉）

### ラジオCD
- ラジオCD ハヤラブ vol.1

### ナレーション
- あにてれ Presents アニソンぷらす+（テレビ東京、2008年9月度・2009年5月5日ナレーション担当、ゲスト）
- いいZooだね。〜岩合光昭の動物園歩き〜
  - 「伊豆」（NHK BSプレミアム、2021年11月23日[481]）
  - 「和歌山」（NHK BSプレミアム、2022年2月26日[482]）
  - 「長崎」（NHK BSプレミアム、2022年11月27日[483]）
- 火曜エンタテイメント!（テレビ東京、2010年9月28日ボイスオーバー[484]）
- 恋に唄えば♪（予告編ナレーション）
- NHK for School（NHK教育、2014年3月31日[485]）
- 月刊ガンガンJOKER（テレビCM）
- 知ったかぶりクイズ! あなた説明できますか（毎日放送）
- スターチャイルド提供CM（ラジオCM）
- 世界まる見え!テレビ特捜部（日本テレビ、ボイスオーバー）
- とびだせ! トカチン王国（ナレーション）
- モリゾー・キッコロ 森へいこうよ!「泣き虫つむたのいきもの大冒険」（NHK教育 / デジタル教育1）（つむた）
- 次ナニ見る?ディズニーデラックス（WebCM）
- わからないからおもしろい〜科学とのつきあい方（NHK教育、2013年8月28日[486]）
- シュシュ〜私のお気に入り〜（NHK BSプレミアム、2013年7月23日[487]）
- 特別編 蜜蜂と遠雷〜若きピアニストたちの18日〜（NHK BSプレミアム[488]）
- きみと、ぼくと、シエリアで。（猫の声[489]）
- 逆転人生（NHK、2021年10月18日[490]）
- ファンファンキティ!（テレビ東京、2021年11月13日、おさらの声[491]）
- 世界一受けたい授業（日本テレビ、2021年11月13日、ボイスオーバー[492]）
- 最高の教師 1年後、私は生徒に■された（日本テレビ、アイパートナー[493]）
- 謎解き！伝説のミステリー〜日本の歴史記録に残る超常現象7つの謎を解け！2時間SP〜（テレビ朝日、2024年2月20日[494]）
- 君たちはどう生きるか（日本テレビ、アイパートナー[495]）
- ナショナルジオグラフィック
  - 荒波のパタゴニア沿岸部（ナショナルジオグラフィック、2014年3月3日[496]）
  - ナスカの地上絵:古代の秘密（ナショナルジオグラフィック、2018年12月29日[497]）
  - 世界大自然紀行：アルゼンチン 極限の地（ナショナルジオグラフィック、2024年4月25日 - 、全3部[498]）
- 火曜エンタ
  - 世界が騒然！本当にあった㊙#衝撃ファイル（テレビ東京、2020年5月5日[499]ボイスオーバー）
  - 世界が騒然！本当にあった㊙#衝撃ファイル（テレビ東京、2020年6月30日[500]ボイスオーバー）
  - 世界が騒然！本当にあった㊙#衝撃ファイル（テレビ東京、2020年11月3日[501]ボイスオーバー）
  - 本当にあった㊙#衝撃ファイル（テレビ東京、2021年3月31日[502]ボイスオーバー）
  - 本当にあった㊙#衝撃ファイル（テレビ東京、2021年8月3日[503]ボイスオーバー）
  - 本当にあった㊙#衝撃ファイル（テレビ東京、2022年1月11日[504]ボイスオーバー）
  - 世界が騒然！本当にあった㊙#衝撃ファイル（テレビ東京、2022年9月13日[505]ボイスオーバー）
  - 世界が騒然！本当にあった㊙#衝撃ファイル（テレビ東京、2023年11月7日[506]ボイスオーバー）
  - 世界が騒然！本当にあった㊙#衝撃ファイル（テレビ東京、2024年9月10日[507]ボイスオーバー）
  - 世界が騒然！本当にあった㊙#衝撃ファイル（テレビ東京、2024年12月10日[508]ボイスオーバー）
  - 世界が騒然！本当にあった㊙#衝撃ファイル（テレビ東京、2025年4月29日[509]ボイスオーバー）
- 坂上忍の勝たせてあげたいTV
  - 坂上忍の勝たせてあげたいTV〜KEIRINグランプリ直前 開運させてあげたいSP〜（日本テレビ、2016年12月23日）
  - 坂上忍の勝たせてあげたいTV〜高松宮記念杯競輪直前SP イケメン&怪物ランキング〜（日本テレビ、2017年6月15日）
  - 坂上忍の勝たせてあげたいTV〜世界最強の男たちが大激突SP!〜（日本テレビ、2019年12月30日）[510][511]
  - 坂上忍の勝たせてあげたいTV〜競輪界2020年大一番!直前SP〜（日本テレビ、2020年2月8日）
  - 坂上忍の勝たせてあげたいTV〜日本王者が大転身SP〜（日本テレビ、2020年5月10日[512]）
  - 坂上忍の勝たせてあげたいTV〜「金」が欲しいアスリート大集合SP〜（日本テレビ、2020年6月20日）
  - 坂上忍の勝たせてあげたいTV〜第2の人生劇的チェンジSP〜（日本テレビ、2020年7月18日）
  - 勝たせてあげたいTV〜トップ選手にご褒美をあげたいSP〜（日本テレビ、2020年12月30日）
  - 坂上忍の勝たせてあげたいTV〜今年ブレイクするのは誰だSP〜（日本テレビ、2021年2月20日）
  - 坂上忍の勝たせてあげたいTV 東西対抗!競輪界注目選手○○愛バトル（日本テレビ、2021年6月20日）
  - 坂上忍の勝たせてあげたいTV 第2の人生劇的チェンジ!SP 2021（日本テレビ、2021年7月10日）
  - 坂上忍の勝たせてあげたいTV〜第2の人生劇的チェンジ！SP〜（日本テレビ、2022年7月24日[513]）
  - 坂上忍の勝たせてあげたいTV〜人力最速女王決定戦ガールズグランプリ2022〜（日本テレビ、2022年12月29日[514]）
  - 坂上忍の勝たせてあげたいTV〜前人未踏のチャレンジSP〜（日本テレビ、2022年12月30日[515]）
  - 坂上忍の勝たせてあげたいTV〜第77回日本選手権競輪〜（日本テレビ、2023年5月7日[516]）
  - 坂上忍の勝たせてあげたいTV KEIRINグランプリ前夜祭！（日本テレビ、2023年12月30日[517]）
  - 第2回パールカップ（GI）決勝戦 ガールズケイリン応援SP（BS日テレ、2024年6月13日）
  - 坂上忍の勝たせてあげたいTV ガールズグランプリ2024（日本テレビ、2024年12月29日[518]）
  - 坂上忍の勝たせてあげたいTV KEIRINグランプリ2024前夜SP!（日本テレビ、2024年12月30日[519]）
- 芸能界常識チェック〜トリニクって何の肉!?
  - 芸能界常識チェック〜トリニクって何の肉!?〜2時間SP 古株VS若造世代対決〜（朝日放送テレビ、2021年11月2日、おサルのマサトシくんの声[520]）
  - 芸能界常識チェック〜トリニクって何の肉!?〜古株芸能人VS若造芸能人〜（朝日放送テレビ、2021年12月7日、おサルのマサトシくんの声[521]）
- 燈の守り人 灯台音声ガイド 宮崎県日南市 鞍埼灯台（2022年、ナビゲーター）[522]

### イベント
- Fancy Frontier 第16回（2010年7月24日、25日[523]）
- 咲-Saki-フェス 四角い宇宙でSquarePanic!（2012年10月28日）
- 全国萌えキャラフェスティバル（2013年4月7日[524]）
- COMICUP 第15回「麻雀で友だちになろう 麻雀業界交流大会」（2014年11月15日、16日[525])
- 王様ジャングル 第68回（2015年8月9日[526]）
- ラジオ「アクエリオンロゴス」創声部 公開録音スペシャルイベント（2015年10月3日[527]）
- 「対魔導学園35試験小隊」プレミアムイベント（2015年9月27日[528]）
- 「対魔導学園35試験小隊」Blu-ray&DVD発売記念イベント（2016年1月31日[529]）
- Animaga Expo（2016年8月27日、28日[530]）
- 全国アニメ聖地巡礼サミットin吉野（2017年1月22日[531]）
- Kawaii Kon（2017年4月7日 - 9日[532])
- 白石涼子がYATTEKURU（2017年7月22日[533]）
- 『ガーリー・エアフォース』スペシャルイベント（2019年5月26日[534]）
- アニメJAM 2021（2021年12月26日[535]）
- 蒼穹のファフナー BEHIND THE LINE 完成記念プレミアム上映会&総士生誕祭（2022年12月27日[536]）
- Anime Japan 2023 「はめつのおうこくステージ」（2023年3月25日[537])
- 涼子と静とおビールさん（2023年7月2日[538]）
- 東京国際アニメフェア
  - 解禁！絶対可憐チルドレンLv.0（2008年3月29日[539]）
  - ハヤテのごとく！！アニメ第2期だよ全員集合!?（2009年3月21日[540]）
  - 怪談レストランスペシャルトークステージ（2010年3月27日[541]）
  - AKB0048最終話直前スペシャルトークショー（2013年3月23日[542]）
- よんでますよ、アザゼルさん。
  - 出来たてですよ、アザゼルさん。（2014年4月6日[543]）
  - あ◯まつりですよ、アザゼルさん。Z（2014年9月28日、昼の部[544]）
  - バトルですよ、アザゼルさん。G（2016年10月8日、昼の部[545]）
  - おいわいですよ、アザゼルさん。G（2017年10月7日、昼の部[546]）
  - 〇〇の秋ですよ、アザゼルさん。G（2018年10月7日、昼の部[547]）
  - 小野坂昌也のアロマリラクゼーション（2023年2月21日[548]）
- グラブルフェス
  - グラブルサマーフェス2018 in仙台（2018年6月2日、3日[549]）
  - グラブルサマーフェス2018 in大阪（2018年7月15日[550]）
  - グラブルフェス2018 Day1（2018年12月15日[551]）
  - グラブルフェス2018 ナイトパーティー（2018年12月15日[552]）
  - グラブルフェス2019 ナイトパーティー（2019年12月13日[553])
  - ゆるっと！ぐらぶるTVちゃんねるっ（2020年6月28日[554]）
  - グラブルフェス2020 ナイトパーティー（2020年12月12日[555]）
  - グラブルフェス2020 Day2（2020年12月13日[556]）
  - ゆるっと！ぐらぶるサテライトちゃんねるっ Vol.1（2021年12月11日[557]）
  - グラブルフェス2021ナイトパーティー（2021年12月11日[558]）
  - ゆるっと！ぐらぶるサテライトちゃんねるっ Vol.3（2021年12月12日[559]）
  - グラブルEXTRAフェス2022 in福岡（2022年6月25日[560]）
  - グラブルEXTRAフェス2022 in仙台（2022年7月2日[561]）
  - グラブルEXTRAフェス2022 in名古屋（2022年8月13日、14日[562]）
- テイルズ
  - テイルズ オブ フェスティバル 2011（2011年5月29日[563]）
  - テイチャン+TV（2014年3月29日[564]）
  - テイルズ オブ フェスティバル 2018（2018年6月16日[565]）
  - テイルズ オブ フェスティバル 2023（2023年6月11日[566]）

### パチンコ・パチスロ
- CR天上のランプマスター（ジェイド、占い師）
- CR PUFFY〜AmiYumi World Tour 20XX〜（パフィー[567]）
- パチスロ鉄拳2nd（風間飛鳥）
- パチンコCR閃乱カグラ（日影）
- CR魔法先生ネギま!（2017年、長瀬楓[568]）

### その他コンテンツ
- サンリオキャラクター「シナモロール」（時期不明、エスプレッソ）
- サンリオキャラクター「リトルツインスターズ」(時期不明、キキ[569])
- 保育の広場（時期不明、モデル）
- 世界最大の恐竜博2002（2002年、セイモくん）
- 声優チャット（2004年[570]）
- 魔法先生ネギま!アクセサリ集 課外授業（2004年、長瀬楓）
- 魔法先生ネギま! FUN DISC 〜麻帆良祭〜（2006年、長瀬楓）
- 平成18年度 人権啓発ビデオ（アニメ） 桃色のクレヨン（2006年、圭祐[571]）
- MAPLUS ポータブルナビ3 ハヤテきせかえパック（2009年[572]、案内音声）
- 美声時計（2010年[573]）
- モモキュンソード（2012年）
- 文化放送ラジオCMコンテスト（第7回（2013年）[574]、第8回（2014年）[575]、第11回（2017年）[576]）
- 写真集『VAW！』Vol.6（2014年11月15日[577]、出版：株式会社バローズ）
- オーディオドラマ『アイドルマスター シンデレラガールズ 1stシーズン「NO MAKE」』（2015年、養成所の講師）
- ローソン「ごちろう。」店内放送時報（2018年[578]）
- 光村図書出版2020年度版小学校 道徳 デジタル教材（2020年、朗読[579]）
- 森の戦士ボノロン ピアノをひくねこの巻　読み聞かせ（2020年[580][581]）
- Clock over ORQUESTA（2021年 - 、小豆沢三斗〈少年〉[582]）
- 和の音-wano oto-（YouTubeチャンネル）
  - 中原中也『疲れやつれた美しい顔』（2021年5月17日[583]、朗読）
  - 与謝野晶子『鼠』（2021年6月22日[584]、朗読）
  - 高村光太郎『涙』（2021年7月24日[585]、朗読）
  - 宮沢賢治『うろこ雲』（2021年8月27日[586]、朗読）
  - 小川未明『金の輪』（2022年1月12日[587]、朗読）
  - 夏目漱石『夢十夜 第一夜』（2022年1月31日[588]、朗読）
- JAM ROCK（2022年 - 、クイーンライム[589]）
- 燈の守り人〜幻想夜話〜（2022年、鞍埼灯台[522][590]）
- ノージーのレッツ!ひらめき工房（2023年、ダンボールカッターの声）[591]

## ディスコグラフィ

### シングル
|        | 発売日        | タイトル                                  | 規格品番   | 規格品番   | 最高位 |
| 通常盤 | 発売日        | タイトル                                  | 初回限定盤 |            | 最高位 |
| ------ | ------------- | ----------------------------------------- | ---------- | ---------- | ------ |
| 1      | 2006年4月26日 | 太陽のかけら                              | KICM-1163  |            | 43位   |
| -      | 2006年5月10日 | 太陽のかけら/ぐるぐる〜Himawari version〜 | KICM-3120  |            |        |
| 2      | 2007年1月24日 | ソラ色のつばさ                            | KICM-1191  | 85位       |        |
| -      | 2007年2月7日  | ソラ色のつばさ/きらきら                   | KICM-3147  |            |        |
| 3      | 2008年8月6日  | Hatch                                     | KIZM-17/8  | 83位       |        |
| 4      | 2008年9月10日 | ダリアな気持ち                            | KIZM-19/20 | 84位       |        |
| 5      | 2009年5月27日 | キラリフタリ                              | KICM-1277  | KICM-91277 | 39位   |

### アルバム

#### フルアルバム
|        | 発売日        | タイトル | 規格品番   | 規格品番  | 最高位 |
| 通常盤 | 発売日        | タイトル | 初回限定盤 |           | 最高位 |
| ------ | ------------- | -------- | ---------- | --------- | ------ |
| 1      | 2006年7月26日 | In Bloom |            | KIZC-5/6  | 98位   |
| 2      | 2009年8月5日  | GLITTER  | KICS-1482  | KIZC-47/8 | 72位   |

#### ミニアルバム
| 発売日        | タイトル | 規格品番  | 最高位 |
| ------------- | -------- | --------- | ------ |
| 2005年11月2日 | R        | KICS-1191 | 194位  |

#### 企画盤
| 発売日         | タイトル | 規格品番  | 最高位 |
| -------------- | -------- | --------- | ------ |
| 2008年12月25日 | R01      | KICS-1420 | 171位  |
| 2011年8月10日  | R02      | KICS-1687 | 116位  |

### タイアップ
| 楽曲           | タイアップ                                                  | 時期   |
| -------------- | ----------------------------------------------------------- | ------ |
| 永遠の先まで   | ゲーム『ロスト・アヤ・ソフィア』エンディングテーマ          | 2004年 |
| 太陽のかけら   | テレビアニメ『ひまわりっ!』オープニングテーマ               | 2006年 |
| ソラ色のつばさ | テレビアニメ『ひまわりっ!!』オープニングテーマ              | 2007年 |
| Hi-jump        | ラジオ『白石涼子の聞かなきゃ☆そん♪Song!』メインテーマソング | 2007年 |
| Hatch          | ラジオ『白石涼子の聞かなきゃ☆そん♪Song!』メインテーマソング | 2008年 |
| 感じるパワー   | ラジオ『白石涼子の聞かなきゃ☆そん♪Song!』メインテーマソング | 2009年 |
| キラリフタリ   | テレビアニメ『夏のあらし!』エンディングテーマ               | 2009年 |

### 参加ユニット
- パステル
- DROPS
- かんぐぅりょっち（ロックバンドcan/gooとのコラボレーションバンド）

### 参加作品
- 魔法先生ネギま!
  - KIZUNA（「11月:武道四天王」収録）
  - バカップル（「ネギま! 麻帆良学園中等部2-A：1学期」収録）
  - まかめちゃ不思議パラダイス（「ネギま! 麻帆良学園中等部2-A：1学期」収録）
  - ときめきココナッツ（「ネギま! 麻帆良学園中等部2-A：1学期」収録）
  - 戦え!バカレンジャー（「ネギま! 麻帆良学園中等部2-A：2学期」収録）
  - 出席番号のうた（「ネギま! 麻帆良学園中等部2-A：音楽の授業」収録）
  - ハッピー☆マテリアル 4月度：Beloved version（「ハッピー☆マテリアル」（4月度）収録）
  - 輝く君へ〜Peace（「ハッピー☆マテリアル/輝く君へ〜Peace」収録）
  - ハッピー☆マテリアルリターン（タイトル通り）
- ネギま!?
  - 1000%SPARKING!（「ネギま!?1000%BOX DISK3」収録）
  - A-LY-YA!（「ネギま!?1000%BOX DISK9」収録）
  - マホラ戦隊バカレンジャー（「ネギま!? うたのCD（1）」収録）
  - 気まぐれ行進曲♪（「ネギま!? うたのCD（1）」収録）
  - チュパ研の唄〜きっと、いルーンヤ〜（「ネギま!? うたのCD（1）」収録）
  - Hello Again（ネギま!?ベストアルバム）
- まほらば
  - 大事♥Da・I・Ji（白石涼子 & 佐伯美愛）
  - きみのちかくへ（「まほらば〜Heartful days ボーカル&ドラマアルバム［鳴滝荘へいらっしゃい］」収録）
- ながされて藍蘭島
  - 宝物（「ながされて藍蘭島 恋してMAGIC SOUL PARTY“躍らされてディスコ島”」収録）
  - garconne（「ながされて藍蘭島 恋してMAGIC SOUL PARTY“躍らされてディスコ島”」収録）
  - Cafe R（「ながされて藍蘭島 恋してMAGIC SOUL PARTY“躍らされてディスコ島”」収録）
  - すれちがい one-way love（「恋してROCK‘N’ROLL SHOWTIME 騒いじゃって ロック島」収録）
  - ダイビング（「恋してROCK‘N’ROLL SHOWTIME 騒いじゃって ロック島」収録）
- ハヤテのごとく!
  - 僕はキミのモノ（「ハヤテのごとく！キャラクターCD 1 / 綾崎ハヤテ」収録）
  - 運命のPrice（「ハヤテのごとく！キャラクターCD 1 / 綾崎ハヤテ」収録）
  - Oh! My Honey（「ハヤテのごとく！キャラクターCD 11 / 綾崎ハーマイオニーvs魔法少女プリティ・ナギ」収録）
  - もっと素顔でハーマイオニー（「ハヤテのごとく!ドラマCD1 / 綾崎ハーマイオニーと秘密の課外授業」収録）
  - 夢の中でもそばにいる（「ハヤテのごとく!ドラマCD2 / 疾走!白皇学院バスツアーとマリアさんの独り言」収録）
- ハヤテのごとく!!
  - 木の芽風（「ハヤテのごとく！キャラクターカバーCD 〜選曲：畑健二郎〜」収録）
  - 白皇学院校歌（「ハヤテのごとく!! LIVE 2009 ヒナ祭り祭り!!」収録）
  - underage（「ハヤテのごとく!!キャラクターCD 2nd series 04 / 綾崎ハヤテ」収録）
  - 笑顔のために（「ハヤテのごとく!!キャラクターCD 2nd series 04 / 綾崎ハヤテ」収録）
  - ピeeeeeeeeeeeeeス! 〜ひつじの手もかりたい〜（「ハヤテのごとく!!キャラクターCD 2nd series 01-08」収録）
  - カラコイ〜だから少女は恋をする〜（「カラコイ〜だから少女は恋をする〜」収録）
- ハヤテのごとく! CAN'T TAKE MY EYES OFF YOU
  - CAN'T TAKE MY EYES OFF YOU（「CAN'T TAKE MY EYES OFF YOU」収録）
  - Here I am, Here we are（「Here I am, Here we are」収録）
- ハヤテのごとく! Cuties
  - ブルー・バード（「CAN'T TAKE MY EYES OFF YOU」収録）
  - ヒロインはここにいる！（「CAN'T TAKE MY EYES OFF YOU」収録）
  - Invitation 〜君といる場所で〜（「CAN'T TAKE MY EYES OFF YOU」収録）
- ひまわりっ!
  - 壁に耳アリ、私アリ!（「霞の里唄祭りっ!」収録）
  - 霞の里音頭（「霞の里唄祭りっ!」収録）
- ひまわりっ!!
  - きらきら（「ひまわりっ!!キラキラっ!!キャラクター♪song collection」収録）
  - 迷宮探偵（「ひまわりっ!!キラキラっ!!キャラクター♪song collection」収録）
- 閃乱カグラ
  - 闇夜は乙女を花にする（「Fighting Dreamer / 闇夜は乙女を花にする」収録）
- 天上天下
  - by your side（「天上天下 GREAT DISC(1)」収録）
- ケメコデラックス!
  - ケメコデラックス!（OP/EDテーマ「ケメコデラックス!」収録）
- 絶対可憐チルドレン
  - 絶対love×love宣言!!（ザ・チルドレン starring 平野綾&白石涼子&戸松遥）
  - DATTE 大本命（ザ・チルドレン starring 平野綾&白石涼子&戸松遥）
  - 早春賦（ザ・チルドレン starring 平野綾&白石涼子&戸松遥）
  - 瞬間少女（Speed Maker）（「絶対可憐チルドレン キャラクターCD 2nd session 野上葵 starring 白石涼子」収録）
  - 3 Shinin' 3 （「絶対可憐チルドレン キャラクターCD 2nd session 野上葵 starring 白石涼子」収録）
  - Over The Future feat. AOI（「絶対可憐チルドレン キャラクターCD 2nd session 野上葵 starring 白石涼子」収録）
  - CRESCENT MOON（「Ambitious」収録）
- 初恋限定。
  - 『初恋限定。 -ハツコイリミテッド-』キャラクターファイル Vol.2 「start!!」 / 渡瀬めぐる（2009年6月24日）
- お兄ちゃんのことなんかぜんぜん好きじゃないんだからねっ!!
  - キミはキミらしく（「歌なんかぜんぜん歌いたくないんだからねっ!!」収録）
- ひまわりっ!
  - 壁に耳アリ、私アリ!（「霞の里唄祭りっ!」収録）
  - 霞の里音頭（「霞の里唄祭りっ!」収録）
- SKET DANCE
  - Smile & Smash（「SKET DANCE キャラクターソングアルバム "キャラット・ダンス♪"」収録）
  - 「世界は屋上で見渡せた」
  - ダーリー!ダレルヤ!（EDテーマ「パーリー!ハレルヤ!」収録）
- 武装神姫
  - I NEVER GIVE UP（「武装神姫 Character Song & Special Radio Rondo Vol.3」収録）
- 咲-Saki-
  - 熱烈歓迎わんだーらんど（宮永咲、原村和、片岡優希、染谷まこ、竹井久〈植田佳奈、小清水亜美、釘宮理恵、白石涼子、伊藤静〉）
  - 四角い宇宙で待ってるよ（宮永咲、原村和、片岡優希、染谷まこ、竹井久〈植田佳奈、小清水亜美、釘宮理恵、白石涼子、伊藤静〉）
  - 染めて逆転（咲-saki-ボーカルアルバム「THE 夢のヒットスクエア2 キャラソン清澄対局編」収録）
  - Ride On The Wave!（咲-saki-ボーカルアルバム「THE 夢のヒットスクエア2 キャラソン清澄対局編」収録）
- 夏のあらし!
  - ひと夏の経験（夏のあらし! キャラクターソングアルバム 「歌声喫茶方舟」収録）
  - 悪魔がにくい（夏のあらし! キャラクターソングアルバム 「歌声喫茶方舟」収録）
  - サウスポー（夏のあらし! キャラクターソングアルバム 「歌声喫茶方舟」収録）
  - 早春賦（夏のあらし! オリジナルサウンドトラック 「方舟音楽館」収録）
  - 少女A（「夏のあらし! DVD vol.1 特装盤」収録）
- 夏のあらし! 〜春夏冬中〜
  - 君たちキウイ・パパイア・マンゴーだね。（夏のあらし! 〜春夏冬中〜 キャラクターソングアルバム 「歌声喫茶方舟〜アキナイチュウ〜」収録）
  - セーラー服と機関銃（夏のあらし! 〜春夏冬中〜 キャラクターソングアルバム 「歌声喫茶方舟〜アキナイチュウ〜」収録）
  - UFO（「夏のあらし! 〜春夏冬中〜 DVD vol.3 特装盤」収録）
  - 乙女の順序（夏のあらし! 〜春夏冬中〜 EDテーマ「乙女の順序」収録）
  - 時をかける少女（夏のあらし! 〜春夏冬中〜 EDテーマ「乙女の順序」収録）
- スカイガールズ
  - Zoom up!（スカイガールズ「キャラクターベストアルバム」収録）
- にゃんこい!
  - こころスイッチ（「にゃんこい！ DVD/BD vol.2 初回限定版」収録）
- それでも町は廻っている
  - メイズ参上!（EDテーマ「メイズ参上!」収録）
  - そうは云っても世界は終わらない（EDテーマ「メイズ参上!」収録）
- 甘城ブリリアントパーク キャラクターソング集
  - ブリリアントヒーローズ!（モッフル、マカロン、ティラミー〈川澄綾子、白石涼子、野中藍〉）
- アイショタ[注 4]
  - ぼくらの愛SHOW TIME（étailes）
  - ちゃんと咲うから見ていて（étailes）
- 新サクラ大戦 初回限定版特典CD「歴代歌謡集」
  - スタァ誕生（神崎すみれ、竜胆カオル、大葉こまち〈富沢美智恵、石川由依、白石涼子〉）
- 鉄拳6
  - 拝啓、学校にて…　風間飛鳥 CV:白石涼子（太鼓の達人 オリジナルサウンドトラック「フルコンボ!」収録）
- Goes!
  - あなたがいたから（「Goes！キャラクターソングシリーズVol.2〜ヴィー・日向〜」収録）
- Memories off
  - はぁとふる・さんでい（Memories off〜それから〜「キャラクターファイル 06. さよりん&木瀬歩」収録）
  - ロマンシングストーリー（「みんなでつくるメモオフCD Season3!!」収録）
- 龍が如く5 夢、叶えし者
  - KONNANじゃないっ!〜feat.T-SET〜（龍が如く5 夢、叶えし者「オリジナルサウンドトラック Vol.2」収録）
  - loneliness loop〜feat.T-SET〜（龍が如く5 夢、叶えし者「オリジナルサウンドトラック Vol.2」収録）
  - キミハイルカラ〜feat.T-SET〜（龍が如く5 夢、叶えし者「オリジナルサウンドトラック Vol.2」収録）
- グランブルーファンタジー
  - 蒼紅華之舞（グランブルーファンタジー キャラクターソング第10弾「蒼紅華之舞」収録）
- Clock over ORQUESTA
  - ダイサンシャ（Clock over ORQUESTA公式YouTubeチャンネルにて配信）
  - 雑音輪舞曲（Clock over ORQUESTA First season BATTLE Vol.07 小豆沢三斗「cantabile - カンタビレ -」収録）
  - スリーワイズ（Clock over ORQUESTA 2ndアルバム「QUATELLA」収録）
  - クレシェンテ（Clock over ORQUESTA Second season BATTLE 2on2 Vol.2 「p － ピアノ －」収録）
- 末日之子 主題歌[592]
  - FREEDOM （莉娜、蒂法〈白石涼子、野中藍〉）
- JKヴァンパイア〜運命のフェスタ〜
  - I Wanna Chuっ・Chuっ!!（『JKヴァンパイア〜運命のフェスタ〜』主題歌[593]）
- 萌音
  - MUGO・ん…色っぽい（「まんすりぃ萌音 ぼーかるこれくしょんVol.1」収録）
  - 世界中の誰よりきっと（「まんすりぃ萌音 ぼーかるこれくしょんVol.2」収録）
  - 会いたい（「まんすりぃ萌音 ぼーかるこれくしょんVol.2」収録）
- 騎士竜戦隊リュウソウジャー
  - ドロドロ・シンドローム（「騎士竜戦隊リュウソウジャー全曲集」収録）
- サンリオ
  - BROADWAY☆DREAM（「Cinnamon Trip!!!」収録）
  - ひとりじゃない（Official Channelにて公開[594]）
- Disney Rocks!!!
  - You Can Fly! You Can Fly! You Can Fly!（「Disney Rocks!!! Girl`s Power!」収録）
- Twinkle Voice
  - 制服（「Twinkle Voice〜声の贈り物〜」収録）
  - 空も飛べるはず（「Twinkle Voice〜声の贈り物〜」収録）
- T-LINEノベルズ
  - DREAD-ドレッド-（『D-Gravity』イメージソング）
- マツバラQ
  - 天国哀歌（グワィニャオン20周年記念公演『マツバラQ』場内販売CD『血風リトルトーキョー』カップリング曲[595]）
- アイショタ idol show time
  - ぼくらの愛SHOW TIME（「アイショタidol show timeソングコレクション planishere」収録）
  - ちゃんと咲うから見ていて（「アイショタidol show timeソングコレクション planishere」収録）
  - きみにスター（「アイショタidol show timeソングコレクション planishere」収録）
  - 強がりニューゲーム（「アイショタidol show timeソングコレクション planishere」収録）
  - アリガトセツナ（「アイショタidol show timeソングコレクション planishere」収録）
  - 億千のアリア（「アイショタidol show timeソングコレクション planishere」収録）
  - White heart beat（「マンスリーリリース企画第3弾」ダウンロード配信）